# دسامبر ۲۰۰۹
دسامبر ۲۰۰۹ یکی از ماه‌های ۲۰۰۹ (میلادی) است.

## ۱ دسامبر ۲۰۰۹
- معترضان ایرانی، نامزد دریافت عنوان شخصیت سال تایم شدند

مجله تایم در توضیح انتخاب معترضان ایران نوشته‌است:چندین هفته در تابستان، بسیاری از ایرانیان در اعتراض به تقلب احتمالی به خیابان‌ها رفتند که در تمام جهان بازتاب داده شد. شجاعت و عزم آنها در مقابل سختگیری بی رحمانه دولت (ایران) عمق اشتیاق آن‌ها را برای رسیدن به آنچه باور دارند، نشان داد. مرگ ندا (آقا سلطان) یکی از زنان معترض، به نماد غم انگیز این جنبش تبدیل شد و نشان از آن داشت که رژیم تحت حکومت (آیت الله) خامنه‌ای، رهبر ایران و محمود احمدی نژاد، رئیس جمهوری تا چه اندازه برای بر سر قدرت ماندن در تلاش اند. بی‌بی‌سی فارسی
- روسیه اعلام کرد با تحریم های تازه علیه ایران مخالف نیست

در پی اعلام ایران برای توسعه برنامه های اتمی اش، یک مقام عالی رتبه روسیه روز سه شنبه اعلام کرد مسکو از تحریم تازه علیه جمهوری اسلامی حمایت می کند. خبرگزاری رویترز به نقل از این مقام عالی رتبه روس که نامش را منتشر نکرده گزارش داد «اگر اجماعی فراگیر بر سر تحریم تازه علیه ایران شکل گیرد روسیه علیه آن اقدام نخواهد کرد.» به گفته این مقام روس، تحریم های تازه علیه برنامه های هسته ای جمهوری اسلامی به زودی تصویب نخواهد شد. رادیو فردا، رویترز
- مشایی: با ملوانان بریتانیایی در صورت سوء‌نیت برخورد قاطع می‌کنیم

اسفندیار رحیم مشایی، رییس دفتر محمود احمدی‌نژاد روز سه‌شنبه در واکنش به خبر دستگیری پنج تبعه بریتانیایی در آب‌های جنوب ایران گفت که «در صورت اثبات سوء ‌نیت» ایران افراد، با آنها «برخورد قاطع» خواهد شد. وزیر خارجه بریتانیا روز دوشنبه اعلام کرد پنج تبعه این کشور که از بحرین برای شرکت در یک مسابقه قایق‌رانی عازم دوبی بوده‌اند پس از این که قایق آنها «ظاهرا» وارد آب‌های ایران شده است، دستگیر شده‌اند. رویترز، رادیو فردا
- اجرای پیمان لیسبون در اتحادیه اروپا

مفاد پیمان لیسبون که در غرب به آن معاهده اصلاحات اتحادیه اروپا هم می‌گویند از امروز سه شنبه اول دسامبر در ۲۷ کشور عضو اتحادیه اروپا رسما به اجرا درآمد. تقریبا تمامی تصمیمات اتحادیه اروپا که به صورت قوانین در کشورهای عضو جاری خواهد شد، از این پس با رای اکثریت در پارلمان اروپا به تصویب می‌رسد. بی‌بی‌سی فارسی
- بررسی استقلال کوزوو در دیوان بین‌المللی دادگستری

بررسی اعلام استقلال یک‌جانبه کوزوو در دستور کار دیوان بین‌المللی دادگستری قرار گرفت. دیوان از امروز تا ۱۱ دسامبر نظرات صربستان، کوزوو و ۲۹ کشور دیگر از جمله آمریکا و روسیه را پیرامون این مورد استماع می‌کند و در پایان نظر مشورتی خود در مورد مطابقت قوانین بین‌المللی با اعلامیه استقلال حکومت موقت کوزوو را اعلام خواهد کرد. کوزوو در ۲۷ فوریه ۲۰۰۸ اعلام استقلال کرد و تاکنون بیش از ۶۰ کشور از جمله ۲۲ عضو از ۲۷ عضو اتحادیه اروپا استقلال آن را به رسمیت شناخته‌اند. کوزوو از سال ۱۹۹۹ در پی حمله ناتو به یوگسلاوی به تصرف نیروهای ناتو درآمده و تحت نظارت سازمان ملل اداره می‌شد. روسیه از مخالفان سرسخت استقلال کوزوو است و نسبت به تبعات آن هشدار داده‌است. خبرگزاری فرانسه

## ۲ دسامبر ۲۰۰۹
- ایران پنج شهروند بریتانیایی بازداشت شده را آزاد کرد

پس از آنکه منابع نظامی ایران از آزادی پنج شهروند بازداشت شده بریتانیایی در خلیج فارس خبر دادند، مقامات بریتانیایی با تأیید این خبر از آزادی این پنج تن ابراز خشنودی کردند.صبح چهارشنبه، ۲ دسامبر (۱۱ آذر)، روابط عمومی سپاه پاسداران به نقل از واحد دریابانی جزیره سیری، وابسته به نیروی دریایی سپاه پاسداران، اعلام کرد که پنج شهروند بریتانیایی که هفته گذشته در مسیر بحرین به دوبی توسط نیروهای ایرانی توقیف شده بودند آزاد شده‌اند.بی‌بی‌سی فارسی
- منتظری: کشتارها تاثیری در اراده مردم ندارد

آیت‌الله حسینعلی منتظری از مراجع تقلید شیعه، با اعلام اینکه «مردم به کمتر از رسیدن به مطالبات بر حق خود قانع‏ ‏نمی‌شوند»، گفت «کشتار و ارعاب»، تاثیری در اراده مردم نخواهد داشت.آقای منتظری در پاسخ به سئوالات درباره «جنبش سبز» در ایران اظهار داشت که این جنبش، «جلوه و تبلوری واقعی از مطالبات به حق‏ ‏اکثریت مردم ایران در سال‌های متمادی است.»رادیو زمانه

## ۳ دسامبر ۲۰۰۹
- حسین مرعشی بازداشت شد

حسین مرعشی از فعالان سیاسی و سخنگوی حزب کارگزاران سازندگی که از بستگان نزدیک هاشمی رفسنجانی نیز می‌باشد به مدت چند ساعت دستگیر شد ،وی پس از دستگیری توسط ماموران یک نهاد امنیتی، با تودیع  وثیقه ۲۰۰ میلیونی  آزاد شده است.خبر آن لاین
- گوگل دسترسی رایگان به مقالات روزنامه‌ها را محدود می‌کند

شرکت گوگل اعلام کرده‌است که از این پس ناشران روزنامه‌ها می‌توانند دسترسی رایگان کاربران به این روزنامه‌ها از طریق گوگل را محدود کنند.گوگل این محدودیت‌ها را در پی شکایت چند شرکت رسانه‌ای در نظر گرفت که مدعی بودند گوگل با به اشتراک گذاشتن نسخه آنلاین روزنامه‌ها به صورت رایگان، سود می‌برد.بی‌بی‌سی فارسی
- انفجار اتوبوس ایرانی در دمشق

انفجار و آتش سوزی  یک اتوبوس ایرانی در دمشق ،منجر به کشته شدن سه نفر شد ،خبرگزاری سانا سوریه به نقل از وزیر کشور گزارش داد که در اثر این انفجار سه نفر از جمله راننده اتوبوس و دو کارگر پمپ بنزین کشته شدند وزارت کشور سوریه همچنین احتمال تروریستی بودن این حادثه را رد کرده‌است.ریانووستی ،رادیو فردا

## ۴ دسامبر ۲۰۰۹
- مراسم قرعه کشی جام جهانی ۲۰۱۰ آفریقای جنوبی برگزار شد

مراسم قرعه کشی جام جهانی ۲۰۱۰ آفریقای جنوبی در کیپ تاون برگزار شد و ۳۲ تیم حاضر در مرحله نهایی در ۸ گروه ۴ تیمی قرار گرفتند.
- - گروه A:آفریقای جنوبی، مکزیک، اروگوئه، فرانسه
  - گروه B:آرژانتین، کره جنوبی، نیجریه، یونان
  - گروه C:انگلستان، ایالات متحده آمریکا، الجزایر، اسلوونی
  - گروه D:آلمان، استرالیا، غنا، صربستان
  - گروه E:هلند، ژاپن، کامرون، دانمارک
  - گروه F:ایتالیا، نیوزلند، پاراگوئه، اسلوواکی
  - گروه G:برزیل، کره شمالی، ساحل عاج، پرتغال
  - گروه H:اسپانیا، هندوراس، شیلی، سوئیس.BBC Sport
- خانواده ندا آقا سلطان نمایش کشته شدن او را محکوم کردند

علی آقا سلطان، پدر ندا، در مصاحبه با بخش فارسی بی‌بی‌سی محتوای یک نمایش خیابانی در مورد ماجرای قتل ندا را مورد انتقاد قرار داد و اجرای این نمایشنامه را ناشی از تلاش مسئولان برای نسبت دادن قتل ندا آقا سلطان به دیگران دانست.آقای آقا سلطان گفت که جمهوری اسلامی از ابتدا هم از اقدام برای رسیدگی به ماجرای قتل ندا و یافتن و معرفی عاملان آن طفره رفته‌است.آقای آقا سلطان در این مصاحبه تصریح کرد که تنها عوامل مرتبط با دولت قاتل ندا بوده‌اند و افزود «هیچکس قاتل ندا نیست که بخواهد غیر دولتی باشد.»بی‌بی‌سی فارسی
- ناتو ۷هزار نظامی اضافی به افغانستان می‌فرستد

آندرس فوگ راسموسن، دبیر کل سازمان ناتو می‌گوید کشورهای عضو این سازمان حدود هفت هزار سرباز اضافی به افغانستان اعزام خواهند داشت.وی همچنین اضافه کرده متحدین در افغانستان پیروز خواهند شد اگر درخواست اوباما برای اعزام نیروی بیشتر به این کشور را اجابت کنند.رادیو فردا
- ۴۰ کشته در حمله به مسجدی در پاکستان

در یک حمله تروریستی به مسجدی در شهر راولپندی پاکستان، دست‌کم ۴۰ نفر جان باخته و ۴۵ نفر زخمی شدند.به گزارش رسانه‌ها، افرادی مسلح وارد این مسجد شده و پس از شلیک به سوی حاضران، به صورت انتحاری بمب‌هایی را منفجر کردند.شمار مهاجمان، دست‌کم سه نفر گزارش شده‌است و حاضران در مسجد به هنگام حمله در حین برگزاری مراسم نماز جمعه بودند.رادیو زمانه
- احمدی‌نژاد مدعی شد آمریکا برای جلوگیری از ظهور امام زمان به عراق حمله کرده‌است

محمود احمدی‌نژاد ادعا کرد اسنادی را به دست آورده که نشان می‌دهد تلاش برای جلوگیری از ظهور «امام زمان» دلیل اصلی اشغال عراق توسط نیروهای ائتلاف است. وی ارتش آمریکا در افغانستان را به «چهارپای در گل مانده» تشبیه کرد و گفت غربی‌ها می‌دانند بدون ملت ایران در جهان هیچ‌کاره هستند اما چون «دماغشان پُرباد است» این حقیقت را نمی‌پذیرند و «هارت‌وپورت الکی» به راه می‌اندازند. احمدی نژاد در واکنش به احتمال حمله اسرائیل از آمادگی ایران برای مقابله با «رژیم صهیونیستی، هفت جدوآبادش و متعهدانشان» خبر داد. تابناک
- حکم اعدام برای دو فعال سیاسی ایرانی

ایوب پرکار به اتهام عضویت در سازمان مجاهدین خلق و زینب جلالیان به اتهام همکاری با گروه پژاک در آستانه اعدام قرار دارند. ایوب پرکار بگفتهٔ وکیلش نسرین ستوده در زمان جنگ ایران و عراق به مدت چهار سال به عنوان خلبان در جبهه‌های جنگ بوده اما بعد از پایان جنگ به دلیل انتقاداتی که به دولت داشته از ارتش اخراج می‌شود. بگفته ستوده دلیل بازداشت وی جست‌وجوی غیر قانونی ایمیل‌های شخصی و تماس‌های تلفنی او بوده که نشان می‌داد با اعضای مجاهدین ارتباطاتی داشته‌است. زینب جلالیان هم که ۲۷ ساله و اهل ماکو است پس از دو سال زندانی بودن در زندان سنندج به اعدام محکوم شده‌است. او به گفته کمیته گزارشگران حقوق بشر در سن ۱۰ سالگی به دلیل اینکه خانواده‌اش با تحصیل او مخالف بودند از خانه فرار کرده و بلافاصله جذب حزب کارگران کردستان شده ولی به گفتهٔ یکی از نزدیکانش تا به حال دست به اسلحه نبرده و صرفا کار تبلیغاتی برای این گروه می‌کرده‌است.دویچه‌وله

## ۵ دسامبر ۲۰۰۹
- مسیر فشار ،راهبرد تازه آمریکا در برابر ایران

ایان کلی، سخنگوی وزارت خارجه آمریکا روز جمعه گفت که به دنبال عدم پذیرش طرح مبادله سوخت محمد البرادعی مدیر کل پیشین آژانس بین المللی انرژی اتمی از سوی ایران، واشنگتن رویکرد خود را به تدریج به «مسیر فشار» علیه تهران «تغییر» می‌دهد.وی گفت یک مقام ارشد آمریکایی برای مذاکره با چین هفته آینده عازم پکن می‌شود و اتحادیه اروپا نیز بزودی بیانیه‌ای کتبی علیه ایران صادر می‌کند.بی‌بی‌سی فارسی
- مرگ بیش از ۱۰۰ نفر در یک آتش سوزی در روسیه

مقامات رسمی روسیه اعلام کردند بر اثر آتش سوزی در یک کلوب شبانه در شرق این کشور، دست‌کم ۱۰۱ نفر کشته و ۱۴۰ نفر زخمی شدند که در این میان حال ۹۰ نفر از مجروحان وخیم اعلام شده‌است.به گزارش آسوشیتدپرس، مقامات روسی می‌گویند که مدیر و صاحب این کلوپ را بازداشت کرده‌اند.این مقامات گفته‌اند که مدیران این کلوپ بارها درخواست آن‌ها را برای رعایت استانداردهای ایمنی نادیده گرفته‌اند ،ولادیمیر پوتین نخست وزیر روسیه نیز خواستار مجازات شدید مسئولین به گفته وی بی وجدان و بی مغز این حادثه شده‌است.رادیو فردا
- ۶۳ درصد آمریکایی‌ها با حمله پیشگیرانه به ایران موافقند

اگر آمریکا ثابت کندکه ایران درحال تولید سلاح اتمی است آن وقت ۶۳ درصد از مردم این کشور از هم اکنون با حمله پیشگیرانه به این کشور موافق اند و تنها کمتر از ۳۰ درصد دیگر با عملیات نظامی مخالفند.پایگاه اینترنتی میدل ایست فروم با انتشار نتایج دو نظر سنجی که توسط موسسه پیو انجام شده گزارش داد که از هر ده آمریکایی شش نفر آنها با استفاده از نیروی نظامی علیه ایران موافقند به شرط آنکه محرز شود این کشور درحال دست یابی یا ساخت سلاح اتمی است.خبر آن لاین

## ۶ دسامبر ۲۰۰۹
- شانزدهمین بیانیه میرحسین موسوی منتشر شد

میرحسین موسوی در ابتدای این بیانیه با اشاره که سه دانشجویی که در ۱۶ آذر ۱۳۳۲ و در صحن دانشگاه تهران کشته شدند، می‌نویسد: «در روزهای تلخ بعد از کودتا و در تاریکترین برهه از تاریخ ملت ما، زمانی که همه آرزوها برباد رفته به نظر می‌رسید آنچه در شانزدهم آذر ۱۳۳۲ روی داد شاهدی بود که معلوم می‌کرد روح مردم و خواسته‌های تاریخی‌شان هنوز زنده‌است. آن سه قطره خون و آن سه آذر اهورایی که روز دانشجو را پایه گذاشتند، اگر پس از نیم قرن هنوز از تازگی، درخشندگی و اهمیت برخوردارند، به خاطر آن است که نسبت به وجود و حیات واقعیتی عظیم‌تر در جان مردم شهادت دادند.وی زیباترین پدیده در روزهای پیش از انتخابات ۲۲ خرداد را جمع شدن مردم از سلیقه‌های گوناگون گرداگرد هم ذکر می‌کند. مردمی که برای آن که به این کار موفق شوند تفاوت‌ها و تنوع‌هایشان را کنار نمی‌گذاشتند، بلکه به رسمیت می‌شناختند. کسی لازم نمی‌دید که برای شرکت در این یکرنگی هویت خویش را از دست بدهد و دیگری شود.بی‌بی‌سی فارسی ،نوروز و سرخط
- دستگیری ۲۱ مادر عزادار در پارک لاله

ماموران نیروی انتظامی و لباس شخصی ۲۹ نفر از «مادران عزادار» را در مراسم هفتگی آن‌ها در پارک لاله بازداشت کردند. ۸ نفر از آن‌ها که سن بالایی داشتند پس از انتقال به بازداشتگاه وزرا آزاد شدند. «مادران عزادار» تعدادی از فعالان حقوق زنان، مادرانی که فرزندان‌شان را در تجمعات اعتراضی اخیر از دست داده‌اند و زنان معترض به وقایع پس از انتخابات هستند که هر شنبه به نشانهٔ اعتراض به کشته‌شدن معترضان در ناآرامی‌های اخیر در پارک لاله تهران تجمع می‌کنند. بی‌بی‌سی فارسی
- در آستانه روز دانشجو در ایران ،دولت فعالیت خبرنگاران خارجی را ممنوع کرد

وزارت فرهنگ و ارشاد اسلامی ، با ارسال پیامک به کلیه خبرنگاران و عکاسان خارجی اطلاع داد که مجوز کار آنان  بطور موقت در مناطق مرکزی تهران از هفتم تا نهم دسامبر (۱۶ تا ۱۸ آذرماه) فاقد اعتبار خواهد بود.گزارش‌ها همچنین حاکی از آهسته شدن سرعت اینترنت و اختلال در شبکه اینترنتی این کشور است.گفته می‌شود که شمار زیادی از کاربران قادر به استفاده از ایمیل نیستند و سرعت اینترنت به ویژه در تهران بسیار پائین است.بی‌بی‌سی فارسی ،دویچه وله فارسی
- تذکر کتبی وزارت ارشاد به روزنامه‌های اعتماد ،اسرار ،حیات نو و آفتاب یزد

معاونت مطبوعاتی وزارت ارشاد، به چهار روزنامه یاد شده در خصوص انتشار مطالب «تفرقه انگیز» تذکر کتبی داده‌است.این معاونت در اطلاعیه خود، علت تذکر به این روزنامه‌ها را انتشار «مطالب» و انتخاب «تیترهایی» که «مغایر با حفظ وحدت میان مسئولان و مردم» بوده، اعلام کرده‌است.در این اطلاعیه آمده که «روزنامه‌های یاد شده، با انتخاب تیتر و مطالب در صفحه اول و دوم به گونه‌ای اقدام کرده که شائبه القای تفرقه و بزرگ‌نمایی اختلافات میان مسئولان را در خوانندگان ایجاد می‌کند.»رادیو زمانه
- فرد شماره دو مافیای ایتالیا بازداشت شد

پلیس ایتالیا فردی را که گفته می‌شود مرد شماره دو مافیای این کشور است، در سیسیل بازداشت کرده‌است.جیانی نیچی از روسای مافیا که بیست و هشت سال دارد در آپارتمانی در پالرمو مخفی شده بود.بی‌بی‌سی فارسی

## ۷ دسامبر ۲۰۰۹
- ناآرامی‌های شهری در ایران

در روز ۱۶ آذر ،روز دانشجو ،در ایران به جز دانشگاه‌های این کشور مناطق مختلف شهرها نیز صحنه درگیری‌های خیابانی میان معترضان و نیروهای امنیتی بود.شاهدان عینی می گویند که مأموران امنیتی و انتظامی ایران در روز دانشجو تعداد زیادی از دانشجویان و تجمع کنندگان معترض را بازداشت کرده اند.بی‌بی‌سی فارسی ،دویچه وله فارسی
- محاصره دانشگاه تهران و درگیری پلیس با تظاهرات کنندگان

در طی  تظاهرات در تهران، نیروهای امنیتی و بسیج به هزاران تظاهرات کننده در بیرون از دانشگاه تهران  با باتوم و گاز اشک آور حمله کردند.پیشتر هزاران تن از نیروهای پلیس ضد شورش و سپاه پاسداران برای جلوگیری از تظاهرات دانشجویان، دانشگاه تهران را محاصره کردند.+اطلاعات بیشتر از ویکی‌پدیای فارسی،آشویتدپرس،نیویورک تایمز ،رویترز ،رادیو فردا

## ۸ دسامبر ۲۰۰۹
- بازداشت بیش از ۲۰۰ نفر در روز دانشجو

یک مقام ارشد نیروی انتظامی گفته است:در روز ۱۶ آذر حدود ۲ هزار نفر به صورت پراکنده در اطراف دانشگاه تهران، خیابان‌های انقلاب، چهارراه ولیعصر (عج) و خیابان تقاطع خیابان ولیعصر (عج) با خیابان بزرگمهر حضور یافتند که با توجه به گسترش واحدهای پلیس به این افراد هیچگونه اجازه تجمع داده نشد و پلیس ۱۶۵ مرد و ۳۹ زن را در تجمعات روز ۱۶ آذر در شهر تهران بازداشت کررده است.ایسنا،رادیو زمانه
- ادامه تشنج و درگیری در دانشگاه تهران

گزارش‌ها از بروز برخی درگیری‌ها و ناآرام شدن فضای دانشگاه تهران و دانشگاه شهید بهشتی و تعطیلی کلاس‌های درس در این دو دانشگاه حکایت دارد. خبرنامه امیرکبیر گزارش کرده است که گروهی از افراد سپاه و بسیج به همکاری حراست دانشگاه تهران، وارد محوطه این دانشگاه شده و اقدام به ضرب و شتم دانشجویان کرده‌اند.رادیو زمانه
- ریچارد رایت، برنده جایزه ترنر ۲۰۰۹ شد

ریچارد رایت، هنرمند بریتانیایی جایزه هنری ترنر در سال ۲۰۰۹ را به خود اختصاص داد. رایت که در ترسیم طرح‌های بزرگ بر روی دیوار تخصص دارد، این جایزه ۲۵ هزار پوندی را برای یکی از همین آثار به دست آورد. این هنرمند ۴۹ ساله مقیم گلاسکو، جایزه‌اش را در مراسمی که دوشنبه شب، ۷ دسامبر درگالری تیت مدرن لندن برگزار شد، از کارول ان دافی، شاعر دریافت کرد.بی‌بی‌سی فارسی
- ۳ انفجار شدید بغداد را لرزاند

صبح امروز ۳ انفجار شدید در بغداد دستکم ۷۷ کشته برجای گذاشته است. در حوادث امروز دو خودروی بمب‌گذاری شده در نزدیکی وزارتخانه‌های کشور و کار عراق منفجر شد و در حادثه‌ای مشابه نیز دو خودروی بمب‌گذاری شده دیگر مرکز پایتخت عراق را هدف قرار داد.همشهری آن لاین
- روزنامه حیات نو توقیف شد

مطابق تصمیم هیئت نظارت بر مطبوعات روزنامه حیات نو به صاحب امتیازی هادی خامنه‌ای خارج از زمینه مصوب کار کرده است ضمن اینکه غالب مطالبی که خارج از زمینه مصوب کار کرده تخلف بوده است که این امر مغایر با قانون مطبوعات است.سرخط
- واکنش‌های خارجی به رویدادهای ۱۶ آذر ایران

ایان کلی سخنگوی وزارت خارجه آمریکا گفت: ما معتقدیم که ادامه آزار، بازداشت خودسرانه و محکومیت قضایی افراد به خاطر شرکت در تظاهرات مسالمت آمیز… منعکس کننده یک … بی اعتنایی به آن نوع حقوقی است که در قانون اساسی ایران گنجانده شده است. آن‌ها (تظاهرکنندگان) باید بدانند که صدایشان شنیده می‌شود. دیوید میلیبند، وزیر امور خارجه بریتانیا نیز گفت:آزادی بیان و آزادی اعتراض سیاسی از ارزش‌های اساسی است که همه کشورها باید رعایت کنند. ما از مقامات ایرانی می‌خواهیم که به حقوق شهروندان خود احترام بگذارند و با آن‌ها خشونت نکنند.دویچه وله فارسی،بی‌بی‌سی فارسی
- مجلس ایران دو میلیارد دلار به ساخت مترو اختصاص داد

مجلس شورای اسلامی با ۱۶۳ رای موافق و ۲۴ رای مخالف طرحی را تصویب کرد ک به موجب آن دولت باید تا پایان امسال ۲ میلیارد دلار از حساب ذخیرهٔ ارزی را برای توسعه مترو به شهرداری‌ها بپردازد. نیمی از این مبلغ جهت تأمین تجهیزات و احداث خطوط راه‌آهن شهری تهران در اختیار شهرداری تهران قرار می‌گیرد. از یک میلیارد دلار بقیه نیز ۷۰۰ میلیون دلار برای احداث قطار شهری در دیگر شهرهای بزرگ و ۳۰۰ میلیون دلار نیز برای اجرای طرح جامع حمل و نقل و ترافیک در دیگر شهرهای بزرگ اختصاص یابد. به این ترتیب مجلس در مناقشهٔ دولت و شهرداری تهران بر سر مدیریت مترو جانب شهرداری را گرفته است. بگفتهٔ شرکت مترو دولت احمدی‌نژاد در چهار سال اخیر بیش از ۲۵۰ میلیارد تومان از بودجه مصوب مجلس برای مترو را نپرداخته و شهرداری مجبور شده بیشتر از تعهد خود به مترو کمک کند. بی‌بی‌سی فارسی

## ۹ دسامبر ۲۰۰۹
- ندا آقاسلطان در میان قهرمانان  سال ۲۰۰۹ نشریه تایم

نام ندا آقاسلطان در رتبه دوم فهرست ده نفره قهرمانان سال ۲۰۰۹ نشریه تایم قرار گرفت. بی بی سی فارسی
- فرامرز پایور در سن ۷۷ سالگی درگذشت

فرامرز پایور، نوازنده برجسته سنتور، صبح امروز در بیمارستان شهید باهنر اقدسیه به علت ایست قلبی و مشکل تنفسی درگذشت.خانه موسیقی ،همشهری آن لاین
- آزادی ۸۶ بازداشتی روز ۱۶ آذر

دادستانی تهران از آزادی ۸۶ تن از ۲۰۴ نفری که به گفته پلیس در روز ۱۶ آذر بازداشت شده بودند، خبر داد.دادستانی تهران اعلام کرده که این افراد پس از اظهار «ندامت» به خاطر شرکت در تجمع «غیرقانونی» روز ۱۶ آذر، آزاد شده‌اند.رادیو زمانه

## ۱۰ دسامبر ۲۰۰۹
- وزیر اطلاعات ایران:رفسنجانی مباحث سران فتنه را مطرح می‌کند

حیدر مصلحی، وزیر اطلاعات کابینه محمود احمدی نژاد، در سخنانی اکبر هاشمی رفسنجانی، رئیس جمهوری سابق، رئیس مجلس خبرگان رهبری و رئیس مجمع تشخیص مصلحت نظام را به خاطر تاکید دوباره بر راه حل‌های پیشنهادی خود برای برون رفت از بحران سیاسی کنونی هدف انتقاد شدید قرار داد و به همسویی با مخالفان دولت متهم کرد.بی‌بی‌سی فارسی
- اعتراض موسسه تنظیم و نشر آثار آیت الله خمینی به صداو سیما

حمید انصاری قام مقام موسسه تنظیم و نشر آثار امام خمینی در نامه‌ای به رییس سازمان صداوسیما از «حرمت شکنی بی‌سابقه صدا و سیما نسبت به امام راحل در تصاویر پخش شده» برنامه‌های خبری روز ۱۶ آذر ابراز تاسف شدید کرد.سرخط به نقل از ایلنا و خبر آن لاین
- چند مقام دولتی ایران بار دیگر به سرقت علمی متهم شدند

نشریه نیچر در مقاله‌ای حمید بهبهانی وزیر راه،حسن زیاری معاون سابق بهیهانی و رئیس دانشگاه پیام نور،علیرضا علی احمدی، وزیر سابق آموزش و پرورش در دولت محمود احمدی نژاد و محمد علی کی نژاد، یکی از اعضای شورایعالی انقلاب فرهنگی جمهوری اسلامی را متهم به سرقت علمی کرد.بی بی سی فارسی
- آزادی هادی قابل پس از ۲۲ ماه زندان

حجت الاسلام هادی قابل عضو شورای مرکزی جبهه مشارکت و مجتهد شیعه پس از تحمل بیست و دو ماه زندان آزاد شد. وی از مجموع ۵۵۶ روز زندان، ۴۷ روز را در زندان انفرادی گذراند که به گفته وی فاحش ترین مصداق نقض حقوق افراد در زندان‌های ایران است  جرم هادی قابل «تبلیغ علیه نظام و اهانت به رهبری و مسئولین» اعلام شده بود که همچنان مورد قبول وی نیست. رادیو بین‌المللی فرانسه

## ۱۱ دسامبر ۲۰۰۹
- ایران مدال نوبل شیرین عبادی را بازگرداند

مقام‌های سوئد و نروژ می‌گویند که مدال و دیپلم افتخار صلح نوبل شیرین عبادی که دولت ایران ضبط کرده بود برگردانده شده‌است، اما آن‌ها نسبت به رفتار دولت ایران با او ابراز نگرانی کردند.وزرای خارجه سوئد و نروژ روز پنجشنبه در یک بیانیه مشترک اعلام داشتند:ضبط مدال نوبل و تهدیدهای متعددی که متوجه خانم عبادی ، خانواده و همکارانش می‌شود باعث نگرانی زیاد و یکی دیگر از نشانه‌های بدتر شدن وضعیت حقوق بشر در ایران از زمان انتخابات ماه ژوئن است.آن‌ها همچنین از ایران خواستند به خانم عبادی اجازه دهد بازگشتی ایمن به کشورش داشته باشد.بی‌بی‌سی فارسی
- ایرباس آ۴۰۰ام در سویل اسپانیا رونمایی شد

ایرباس آ۴۰۰ام  که هواپیمایی ویژه حمل و نقل نظامی است، با حدود دو سال تاخیر، در سویل اولین پرواز آزمایشی خود را انجام داد.خبرگزاری آلمان از سویل گزارش داد، این پرواز که ابتدا قرار بود اوایل ۲۰۰۸ انجام گیرد، سنگ بنای مهمی در توسعه هواپیماهای ترابری جدید دارای چندکاربری است که به منظور جایگزینی هرکولس C-۱۳۰ و ترانسالز C-۱۶۰ طراحی و ساخته شده‌است.رویترز ،همشهری آن لاین
- اعطای تندیس حقوق بشر به آیت الله منتظری

همزمان با روز جهانی حقوق بشر، کانون مدافعان حقوق بشر ایران آیت الله منتظری را تلاشگر حقوق بشر در سال ۱۳۸۸ نامید.بر اساس این خبر که در وبسایت رسمی آیت الله منتظری منتشر شد برخی از اعضای این کانون و نیز چهره‌های سرشناس سیاسی از جمله عبدالفتاح سلطانی، ابراهیم یزدی، تقی رحمانی، نرگس محمدی و حبیب الله پیمان با حضور در منزل آیت الله منتظری تندیس حقوق بشر را به او اهدا کردند.بی‌بی‌سی فارسی ،پایگاه اطلاع رسانی آیت الله منتظری
- پارلمان لبنان به کابینه حریری رای اعتماد داد

پارلمان لبنان پس از دو روز بحث و بررسی به کابینه جدید این کشور رای اعتماد داد.
به گزارش ایلنا به نقل از خبرگزاری فرانسه، در نشست پنجشنبه شب مجلس نمایندگان لبنان، از ۱۲۳ نماینده حاضر، ۱۲۲ نماینده به وزرای پیشنهادی سعد الدین الحریری، نخست‌وزیر این کشور رای اعتماد دادند.سرخط به نقل از ایلنا

## ۱۲ دسامبر ۲۰۰۹
- اعتراض حوزه علمیه به پاره کردن تصویر آیت الله خمینی

در پی پخش تلویزیونی پاره کردن تصاویر آیت الله خمینی، حوزه‌های علمیه با تعطیل کردن کلاس‌های درس، نسبت به آنچه «هتک حرمت بینانگذار جمهوری اسلامی» خوانده شده، اعتراض کردند.گزارش‌هایی از اعتراض طلاب شهرهای قم، مشهد، تهران، آبادان و خرمشهر، بوشهر، گیلان، زنجان، همدان و یزد منتشر شده‌است.بی‌بی‌سی فارسی
- خریدار تازه مخابرات ایران درگذشت

مجید سلیمانی‌پور مدیرعامل و عضو هیئت مدیره کنسرسیوم توسعه اعتماد مبین خریدار ۵۱٪ سهام 
شرکت مخابرات ایران درگذشت. جسد سلیمانی‌پور و همسرش شهین برون صبح پنجشنبه در خانه شخصی‌شان پیدا شد. پزشکی قانونی علت مرگ را مسمومیت با منو اکسید کربن بر اثر نشت گاز اعلام کرد. ایرنا

## ۱۳ دسامبر ۲۰۰۹
- برلوسکونی مورد حمله قرار گرفت

سیلویو برلوسکونی نخست وزیر ایتالیا در جریان حضور در اجتماع حامیانش در میلان مورد حمله قرار گرفت و بدلیل جراحت صورت به بیمارستان منتقل شد.در اثر این حمله دو دندان آقای برلوسکونی شکست، استخوان دماغش ترک برداشت و لب او پاره شد.بی‌بی‌سی فارسی
- علی لاریجانی:تصاویر پخش شده مربوط به دانشجویان نیست

علی لاریجانی ،رئیس مجلس شورای اسلامی ایران می‌گوید که پخش تلویزیونی پاره کردن عکس بنیانگذار جمهوری اسلامی، ارتباطی به دانشجویان ندارد.آقای لاریجانی در ادامه گفت:قشر فرهیخته دانشگاهی، هر ایده‌ای که داشته باشند، به چنین رفتار سخیفی روی نمی‌آورند.تلویزیون دولتی ایران، ۱۶ آذر ماه تصاویری از پاره شدن عکس آیت‌الله خمینی در مراسم روز دانشجو پخش کرده که اصلاح‌طلبان آن را اقدامی مشکوک می‌دانند.رادیو زمانه
- احتمال بازداشت میرحسین موسوی

برخی از منابع نزدیک به اصلاح طلبان در ایران ،خبر از احتمال دستگیری قریب الوقوع میرحسین موسوی یکی از رهبران مخالفان دولت خبر داده‌اند.پیش از این نیز وبسایت رسمی میرحسین موسوی (کلمه) نسبت به اتفاقاتی که در پیش است هشدار داده بود.راه سبز ،نوروز

## ۱۴ دسامبر ۲۰۰۹
- موسوی و کروبی برای راهپیمایی درخواست مجوز کردند

مهدی کروبی از تصمیم مشترک  خود و میرحسین موسوی برای درخواست مجوز به منظور راهپیمایی در اعتراض به آنچه هتک حرمت صورت گرفته نسبت به آیت الله خمینی نامید خبر داد.آقای کروبی در ادامه افزوده‌است:گرچه برای راهپیمایی مسالمت‌آمیز، طبق اصل ۲۷ قانون اساسی نباید درخواست مجوز داد اما با توجه به شرایط امروز ما و عدم خواست ما برای آسیبی‌پذیری مردم، مجوز خود را به وزارت کشور ارایه می‌کنیم. امیدواریم که این حسن نیت ما پاسخ درخور مناسب بگیرد اما در صورت مخالفت، ما نمی‌توانیم عواقب حضور خودجوش مردم را بر عهده بگیریم و هرگونه اتفاقی که برای مردم انقلابی ایران بیفتاد مسئولیتش متوجه آقایان است. با این حال ما گزارش خود را در صورت موافقت یا مخالفت به مردم اعلام می‌کنیم.پارلمان نیوز
- دانشگاه‌های ایران ،همچنان ناآرام است

اعتراض‌های دانشجویی به حوادث روز ۱۶ آذر با وجود گذشت یک هفته، همچنان ادامه دارد.گزارش‌ها حاکی است که برخی دانشگاه‌های ایران امروز دوشنبه نیز شاهد برپایی تجمعاتی در اعتراض به «اهانت» به تصویر بنیانگذار جمهوری اسلامی بوده‌است.در برخی از دانشگاه‌ها نیز موافقان و مخالفان دولت شعارهایی علیه یکدیگر سر داده‌اند که منجر به بروز برخی درگیری‌ها نیز شده‌است.رادیو زمانه
- تنزل رتبه هاشمی رفسنجانی از «آیت الله» به «حجت الاسلام»

خبرگزاری جمهوری اسلامی، ایرنا، طی دستورالعملی با امضای معاون خبری این سازمان از گروه‌های خبری این خبرگزاری خواست که برای اکبر هاشمی رفسنجانی از پیشوند «حجت الاسلام» بجای «آیت‌الله»، و از عنوان «رییس مجمع تشخیص مصلحت نظام» بجای «رییس مجلس خبرگان رهبری» استفاده شود. رادیو فردا
- ارائه لایحه ۴۳۰۳ در حمایت از مردم ایران

کیث الیسون (نماینده مینسوتا) و ویلیام دلاهانت (نماینده ماساچوست) لایحه ۴۳۰۳ تحت عنوان «قانون همراه با مردم ایران بایستیم» (Stand with the Iranian People Act) را به مجلس نمایندگان آمریکا تقدیم کردند. در این لایحه: تحریم دولتمردان ایران، تحریم شرکت‌هایی که تجهیزات و وسایل سانسور به ایران می‌فروشند، و ارائه خدمات مردمی به مردم ایران (از جمله کاهش مدت درخواست و پاسخگیری پناهندگی) ذکر شده‌است. (متن و خلاصهٔ لایحه: انگلیسی، فارسی)، انعکاس هافینگتن پست
- ارائه لایحه ۴۳۰۱ در حمایت از مردم ایران

جیم موران (نماینده ویرجینیا)، ویلیام دلاهانت (نماینده ماساچوست)، و باب اینگلیس (نماینده کارولینای جنوبی) لایحه ۴۳۰۱ تحت عنوان «قانون قدرت‌دهی دیجیتالی به ایرانیان» (Iranian Digital Empowerment Act) را به مجلس نمایندگان آمریکا تقدیم کردند. در این لایحه «کمک و فراهم نمودن ابزارهایی که به شهروندان عادی ایرانی اجازه می‌دهد تا سانسور اینترنتی و کنترل‌های آنلاین دولت ایران را دور بزنند»؛ و نیز «نرم‌افزار و خدمات مربوطه که برای ایرانیان این امکان را فراهم می‌سازد که با یکدیگر و دنیای خارج ارتباط ایجاد کنند» مدنظر قرار گرفته‌است. (متن و خلاصهٔ لایحه: انگلیسی، فارسی)، انعکاس گلوبال پست

## ۱۵ دسامبر ۲۰۰۹
- انتقاد تند دفتر هاشمی از وزیر اطلاعات

دفتر رئیس مجلس خبرگان رهبری توضیحاتی را در خصوص سخنان اخیر آیت الله اکبر هاشمی رفسنجانی در جمع دانشجویان مشهد ارائه کرد.دفتر آقای هاشمی می‌گوید:پس از سخنرانی آیت‌الله هاشمی رفسنجانی با سه گروه از دانشجویان که در تاریخ ۱۴/۹/۱۳۸۸ و به صورت پرسش و پاسخ در تالار آیینه آستان قدس رضوی انجام شد، بعضی از خبرگزاری‌ها، سایت‌های اینترنتی و روزنامه‌های وابسته به یک جریان خاص در کشور و به تبع آن تقریباً همه رسانه‌های معاند نظام اسلامی، با جعل و تحریف، اقدام به انتشار گزینشی آن کردند.خبر آن لاین
- جبهه مشارکت هتک حرمت آیت الله خمینی را محکوم کرد

در بخشی از بیانیه جبهه مشارکت ایران اسلامی آمده‌است:امام خمینی با مجاهدات پیگیر خود و رهبری مردمی آزادیخواه توانست ایران را از زیر سلطه ۲۵۰۰ سال شاهنشاهی و حاکمیت استبداد مطلقه دیرپا رهایی بخشد و مردم ایران را به دوران حاکمیت بر سرنوشت خویش وارد کند و عصری تازه را با تاسیس «جمهوری اسلامی ایران» بنیان نهاد ، و همو حماسه بزرگ مقاومت ملت ایران در برابر مستکبران عالم و متجاوزان به خاک میهن را مدیریت کرد ، و یقینا هرایرانی آزاده و شرافتمند قدردان جایگاه و نقش امام خمینی در تاریخ معاصر ماست و هرگونه هتک حرمت به ساحت آن سفر کرده به کوی دوست را برنمی تابد.سرخط به نقل از ایلنا
- جانشین ولی فقیه در سپاه: موسسه نشر آثار «امام» پایگاه منافقین است

مجتبی ذوالنور  جانشین نماینده ولی فقیه در سپاه پاسداران، موسسه نشر آثار آیت الله خمینی را «پایگاه منافقین» خواند و اظهار داشت: «مشخص نیست چرا در هر آشوبی سران آن را ساپورت می‌کنند و زمانی که شورای نگهبان صلاحیت لیبرال‌ها را برای انتخابات رد می‌کند موسسه نشر امام به دفاع از آنها می‌پردازد.» یک نماینده هوادار دولت در مجلس نیز از ارائه طرح تحقیق و تفحص برای بررسی عملکرد این موسسه خبر داده‌است. این انتقادها پس از آن مطرح می‌شود که حمید انصاری، قائم مقام موسسه تنظیم و نشر آثار آیت الله خمینی، روز پنجشنبه گذشته با انتشار نامه‌ای خطاب به رییس سازمان صدا و سیمای جمهوری اسلامی از «حرمت شکنی بی سابقه صدا و سیما نسبت به امام در تصاویر پخش شده» اعتراض کرد و این دفتر به همراه کاندیداهای معترض، نمایش تصاویر در تلویزیون دولتی را «اقدامی مشکوک» دانستند. رادیو فردا

## ۱۶ دسامبر ۲۰۰۹
- محرومیت مادام‌العمر حسین رضازاده از فعالیت حرفه‌ای در وزنه‌برداری

در پی ادامه رسوایی دوپینگ وزنه‌برداران ایرانی، کمیته فنی فدراسیون وزنه‌برداری ایران ساعاتی قبل از برکناری‌شان از مسئولیتی که دارند، حسین رضازاده و کادر فنی تیم ملی را به دلیل انجام دوپینگ برنامه‌ریزی شده برای ملی‌پوشان، تا ابد از فعالیت حرفه‌ای در این رشته محروم کردند. رضازاده رایزنی‌های بسیاری را انجام داده بود تا بتواند ریاست فدراسیون وزنه‌برداری را به‌دست آورد. خبر آنلاین
- ریاست محمود عباس بر تشکیلات خودگردان تمدید شد

دوره ریاست محمود عباس به عنوان رئیس تشکیلات خودگردان فلسطینی تا زمانی که برگزاری انتخابات جدید امکان پذیر شود، به طور نامحدودی تمدید شده‌است.بی‌بی‌سی فارسی
- سعید مرتضوی رئیس ستاد مبارزه با قاچاق کالا و ارز شد

محمود احمدی نژاد در حکمی  سعید مرتضوی، معاون دادستان کل کشور را با حفظ سمت، به ریاست ستاد مبارزه با قاچاق کالا و ارز منصوب کرد.بی بی سی فارسی

## ۱۷ دسامبر ۲۰۰۹
- معترضان ایران: در راهپیمایی روز جمعه شرکت نمی‌کنیم

در حالی که هواداران دولت ایران خود را برای برگزاری تظاهرات پس از نماز جمعه روز ۲۷ آذر آماده می‌کنند، برخی از احزاب مخالف دولت و رهبران جنبش اعتراضی می‌گویند که در این راهپیمایی شرکت نخواهند کرد و منتظر صدور مجوزی جداگانه برای اعتراض به اهانت به عکس آیت الله خمینی می‌مانند.بی‌بی‌سی فارسی
- رئیس جمهور ایران پیشنهاد کرد:سال ۲۰۱۱ بنام اصلاح الگوی مصرف در جهان اعلام شود

محمود احمدی نژاد رئیس جمهور ایران پیشنهاد کرد که برای بهبود وضعیت اقلیمی و زیست محیطی در جهان سال ۲۰۱۱ به نام سال اصلاح الگوی مصرف و کاهش آلودگی در جهان اعلام و برای توسعه فرهنگ قناعت انسانی برنامه ریزی شود.وی تغییرات اقلیمی را محصول جهان بینی نظام سرمایه داری و اقتصاد لیبرالیستی دانست و همچنین پیشنهاد تشکیل کارگروهی متشکل از اندیشمندان دلسوز بشریت از کشورهای داوطلب را عرضه کرد تا در بازه زمانی معین و از منظر جهان‌بینی الهی و انسانی که اکثریت مردم جهان به آن معتقدند، معیارهای سعادت بشر و جامعه بشری را استخراج و در اختیار همگان قرار دهند.ایرنا ،فارس
- پلیس ایران:برنامه حرکت دسته‌جات عزاداری به پلیس اطلاع داده شود

پلیس استان تهران اعلام کرد که باتوجه به نزدیک شدن ماه محرم و برپایی مراسم عزاداری هیئت‌های مذهبی، پلیس استان تهران با سازماندهی ۱۸ هزار پلیس‌یار محرم و نیروهای انتظامی از انجام هرگونه رفتار توأم با خرافه‌پرستی و بدعت‌گذاری جلوگیری می‌کند.سرهنگ مهدی یارزند در ادامه افزود: در شرایط حساس کنونی و دشمنی دیرینه استکبار جهانی علیه نظام مقدس جمهوری اسلامی ایران، ضروری است که عزاداران حسینی با تامل بیشتر به حادثه بزرگ عاشورا نگاه کرده و از شیوه‌های غیرمتعارف و توام با خرافه پرستی که موجب خدشه وارد شدن به دین را فراهم می‌کنند، خودداری کنند.سرخط به نقل از ایلنا
- هاشمی رفسنجانی: با ارعاب نمی‌توان مسائل را حل کرد

اکبر هاشمی رفسنجانی می‌گوید کسانی که فکر می‌کنند با «ارعاب و فشار» می‌توانند مسائل را حل کنند، در «اشتباه» هستند.آقای هاشمی می‌گوید:نسل امروز با از بین رفتن انحصارهای رسانه‌ای، آگاه و مطلع است و در آینده نیز مطلع‌تر خواهد بود.رئیس مجلس خبرگان رهبری ایران همچنین افزود ،باید به گونه‌ای با مردم رفتار شود تا آنها احساس کنند نظام به دنبال احقاق حق آن‌ها و حفظ کرامتشان است.رادیو زمانه
- جریمه بانک سوئیسی درپی رابطه با ایران

ایالات متحده، بانک «کردیت سوئیس» را به خاطر زیر پا گذاشتن تحریم ایران ۵۳۶ میلیون دلار جریمه کرد.به گزارش خبرگزاری رویترز، آمریکا این بانک سوئیسی را متهم به زیر پا گذاشتن «فاحش» قوانین تحریمی آمریکا علیه ایران و چند کشور دیگر طی بیش از ۲۰ سال کرده‌است.این بزرگ‌ترین جریمه‌ای است که تاکنون از سوی دفتر نظارت بر تخلفات از تحریم‌های آمریکا صادر شده‌است.رادیو زمانه
- تلسکوپ فضایی هرشل تولد ستارگان را ضبط کرد

سازمان فضایی اروپا تصاویر خیرکننده تازه‌ای که توسط تلسکوپ فضایی هرشل ضبط شده را منتشر کرده‌است.این تصاویر که تشکیل ستارگان را نشان می‌دهد جزو مهمترین تصاویری که در چند دهه اخیر از فضا گرفته شده‌است، توصیف می‌شود.منجمان امیدوارند که با تحلیل این تصاویر، بتوانند به سوالاتی درباره چگونگی تشکیل ستارگان و کهکشان‌ها پاسخ دهند.هرشل بزرگترین تلسکوپ نجومی است که تاکنون در فضا مستقر شده‌است. این تلسکوپ هفت ماه پیش راهی فضا شد.بی‌بی‌سی فارسی
- نخستین پرواز آزمایشی بوئینگ ۷۸۷ انجام شد

نخستین پرواز آزمایشی هواپیمای مسافربری بوئینگ ۷۸۷ پس از دو سال و نیم تاخیر با موفقیت انجام شد.هواپیمای مورد آزمایش پس از برخاستن از شهر سیاتل، سه ساعت پرواز کرد و دوباره به این شهر بازگشت.مجموعه‌ای از مشکلات از جمله مشکلات فنی و طراحی باعث تاخیر در پرواز آزمایشی بوئینگ ۷۸۷ شده‌است.بی‌بی‌سی فارسی
- کشف سیاره زمین‌گونه

ستاره‌شناسان دانشگاه هاروارد خبر از کشف یک سیاره زمین‌گونه دادند. بگفته نشریه نیچر، این سیاره که «سوپرزمین» لقب گرفته GJ 1214b نام دارد و در ۴۲ سال نوری از زمین قرار دارد. شعاع آن ۲٫۷ برابر زمین تخمین زده شده و سه چهارم آن را آب پوشانیده. اما این آب در فشارهای بالا بوده و دمای آن بین ۱۲۰ تا ۲۸۰ درجه سانتیگراد تخمین زده شده. ستاره‌ای که این برون‌سیاره گرد آن می‌چرخد، حدود یک پنجم خورشید جرم دارد. خبرگزاری فرانسه، تایم

## ۱۸ دسامبر ۲۰۰۹
- حل مسائل کلیدی در اجلاس تغییرات اقلیمی

در پی تلاش‌های شتابزده دیپلماتیک در روز پنجشنبه در پشت صحنه اجلاس تغییرات اقلیمی در شهر کپنهاگ دانمارک، توافقی نهایی در این اجلاس اکنون محتمل تر به نظر می‌رسد.چین علائمی از سازش احتمالی در مورد پذیرش نظارت بر محدودیت‌ها در زمینه تصاعد گازهای گلخانه‌ای ارسال کرده و آمریکا گفته‌است که مبالغی را در اختیار کشورهای درحال توسعه قرار خواهد داد.بی‌بی‌سی فارسی
- حمله ارتش سایبر ایرانی به توییتر

سایت توییتر در نخستین ساعات صبح امروز ، مورد حمله گروهی با عنوان «ارتش سایبر ایرانی» قرار گرفت و در طول مدت حمله، کسانی که به سایت توییتر مراجعه می‌کردند، به صفحه‌ای هدایت می‌شدند که در قسمت بالای آن، گروه حمله کننده خود را با عنوان Iranian Cyber Army یا ارتش سایبر ایرانی معرفی کرده بود.بی‌بی‌سی فارسی
- زیدآبادی برنده جایزه قلم زرین آزادی شد

احمد زیدآبادی روزنامه نگار زندانی و دبیرکل منتخب سازمان دانش آموختگان ایران اسلامی (ادوار دفتر تحکیم) از سوی «انجمن جهانی روزنامه‌ها و ناشران خبر» برنده جایزه قلم زرین آزادی سال ۲۰۱۰ اعلام شد.رادیو زمانه
- مصلح زمانی اعدام شد

بنا بر گزارش‌های رسیده از ایران جوانی به نام مصلح زمانی که به گفته خانواده‌اش در سن ۱۷ سالگی مرتکب جرمی شده بود، صبح روز پنجشنبه ۲۶ آذر (۱۷ دسامبر) در کرمانشاه به دار آویخته شد.بر اساس این گزارش‌ها، آقای زمانی ۶ سال پیش هنگامی که همراه دوست دخترش در خارج از شهر سنندج بوده توسط نیروی انتظامی دستگیر و ابتدا متهم به ضرب و شتم و تجاوز به دوست دخترش شده بود.ساناز زمانی خواهر مصلح زمانی، در گفت و گو با بخش فارسی بی بی سی ضمن تائید خبر اعدام او، گفت که مدتی پس از بازداشت آقای زمانی، دوست دختر او اعلام کرد که شکایتی از مصلح زمانی ندارد.او گفت که حتی بعدها نامه‌ای از پزشک قانونی مبنی بر عدم تماس جنسی مصلح زمانی و دوست دخترش به پرونده او اضافه شد.با این حال خانواده آقای زمانی گفته‌اند که ظاهرا دلیل اعدام آقای زمانی شرارت بوده‌است، اما به گفته آنها او به جز یک استشهاد محلی که سه نفز از افراد روستای او علیه مصلح زمانی امضا کرده بودند، پرونده کیفری دیگری نداشته‌است.بی‌بی‌سی فارسی
- مخالفان جنبش سبز خواستار اعدام رهبران جنبش به بدترین وجه ممکن شدند

در اعتراض به آن‌چه که اهانت به سید روح‌الله خمینی خوانده شده، راهپیمایی کوتاهی پس از اقامه نماز جمعه در ایران برگزار شد. محمدحسین رحیمیان، نماینده ولی فقیه در بنیاد شهید و امور ایثارگران سخنران این مراسم با استناد به آیه‌ای در قرآن گفت: «باید سران فتنه به بدترین وجه ممکن اعدام شوند زیرا در هر کشوری در جهان با هر اندازه ادعای دموکراسی، با براندازان همانگونه می‌شود که قرآن فرموده‌است.» راهپیمایان نیز شعارهایی همچون «موسوی موسوی این آخرین پیام است» و «سران فتنه سبز اعدام باید گردند» سر می‌دادند. در قطعنامه پایانی مراسم نیز از صداوسیما تقدیر و از اطرافیان و منتسبان آیت الله خمینی انتقاد شد.خبرگزاری فارس، ایلنا

## ۱۹ دسامبر ۲۰۰۹
- اعزام نیروهای نظامی عراق به منطقه‌ی چاه نفتی مورد اختلاف با ایران

به گزارش خبرگزاری آسوشیتدپرس، شماری از نیروهای نظامی و امنیتی عراق در نزدیکی چاه نفتی مورد اختلاف دو کشور که روز پنج‌شنبه مورد حمله‌ی نیروهای ایرانی قرار گرفته‌بود، مستقر شده‌اند. در همین حال «علی الدبّاغ» سخن‌گوی دولت عراق در مصاحبه با شبکه تلویزیونی «العربیّه» ضمن درخواست خروج فوری نیروهای ایرانی از منطقه‌ خواستار پای‌بندی ایران به اصول حسن همجواری و روابط حسنه میان دو کشور شد. این اقدام دولت عراق مورد تحسین مقامات آمریکایی قرار گرفته‌است. آسوشیتدپرس
- مقامات رسمی در ایران قتل عمد ۳ نفر در کهریزک را تایید کرده‌اند

سازمان قضایی نیروهای مسلح در اطلاعیه‌ای کشته شدن ۳ نفر از دستگیر شدگان به نام‌های محسن روح الامینی، امیر جوادی فر و محمد کامرانی در بازداشت شدگان کهریزک را قتل عمد به دلیل ضرب و جرح اعلام کرد و از مجرم شناخته شدن ۱۲ نفر از متهمان پرونده کهریزک خبر داد.سازمان قضایی نیروهای مسلح در اطلاعیه‌ای در خصوص پرونده کهریزک به جان باختن ۳ نفر از بازداشت شدگان در این بازداشتگاه اشاره کرد پزشکی قانونی در نظریه خود ضمن رد فوت نامبردگان به لحاظ ابتلا به بیماری مننژیت با تایید آثار متعدد ضرب و جرح بر روی اجساد، علت درگذشت متوفیان را مجموع صدمات وارده اعلام نمود.نوروز
- آیت‌الله صانعی: با ترور و قتل امور پیش نمی‌رود

آیت‌الله یوسف صانعی از مراجع تقلید شیعه می‌گوید که با «ترور، شکنجه، زندان و قتل» نمی‌توان امور را پیش برد.به گفته آقای صانعی، این مسئله را دین اسلام می‌گوید و دانشجویان باید به مردم بگویند که «حرکت امام(حسین) برای هدایت جامعه بود و نه کشتن کسی.»این مرجع تقلید شیعه که در جمع گروهی از دانشجویان سخن می‌گفت، اظهار داشت: «قدرت‌ها هیچ‌گاه با ظلم و ستم نمی‌مانند.»رادیو زمانه

## ۲۰ دسامبر ۲۰۰۹
- وضع شدن محدودیت در انتشار اخبار مربوط به زندگی سیاسی حسینعلی منتظری

وزارت ارشاد اسلامی چند ساعت پس از درگذشت حسینعلی منتظری، به روزنامه‌های ایران دستور داد درباره زندگی سیاسی این مرجع تقلید شیعه، مطلبی منتشر نکنند. رادیو زمانه، پیک ایران
- واکنش مراجع، احزاب و شخصیت‌ها و همچنین رهبر جمهوری اسلامی به درگذشت منتظری

علی خامنه‌ای رهبر جمهوری اسلامی در پیامی درگذشت آیت‌الله حسینعلی منتظری را تسلیت گفت و از او با عنوان «فقیه بزرگوار و متبحر» و «استادی برجسته» یاد کرد که دورانی طولانی از عمر خود را در همراهی با نهضت آیت الله خمینی صرف کرد. با اینحال خامنه ای در پیام خود به صورت تلویحی به انتقاد از این مرجع تقلید پرداخته و با اشاره به بروز اختلافات جدی ای که در آخرین ماه های زندگی خمینی، بنیانگذار جمهوری اسلامی، میان منتظری و خمینی به وجود آمد و به برکنار شدن منتظری از قائم مقامی رهبری انجامید، آنرا «امتحانی دشوار و خطیر» [برای آیت الله منتظری] خواند و نوشت: «از خداوند متعال می خواهم آن را با پوشش مغفرت و رحمت خویش بپوشاند و ابتلائات دنیوی را کفاره آن قرار دهد.» آیات یوسف صانعی، عبدالکریم موسوی اردبیلی، لطف الله صافی گلپایگانی، محمدعلی دستغیب و اسدالله بیات زنجانی از میان مراجع شیعه و محمد خاتمی، میرحسین موسوی، مهدی کروبی، اکبر هاشمی رفسنجانی و حسن خمینی از میان چهره های سیاسی نیز پیام های تسلیت داده اند. اکبر هاشمی رفسنجانی، رئیس مجلس خبرگان ایران، در پیام خود، منتظری را «فقیه برجسته، مجاهد نستوه و مبارز عالم و بزرگوار» خوانده و درگذشت او را آسیبی به «حوزه های علمیه و جامعه اسلامی» دانسته است. بی بی سی فارسی 1، بی بی سی فارسی 2، الففرارو
- حسینعلی منتظری درگذشت

آیت‌الله حسین‌علی منتظری از مراجع تقلید شیعیان جهان و از حامیان جنبش اعتراضی ایران معروف به جنبش سبز،  شنبه شب در هشتاد و هفت سالگی در شهر قم درگذشت. منتظری اوایل انقلاب به قائم مقامی رهبری آیت‌الله خمینی انتخاب شد اما با این حال اختلاف نظرهایی با آیت‌الله خمینی پیدا کرد و به دلیل سوءرفتار، شکنجه و اعدام مخالفان سیاسی به منتقد جدی و سرسخت هیئت حاکمه جمهوری اسلامی مبدل شد و به همین دلیل در روزهای آغازین سال ۶۸ چند ماه پیش از درگذشت خمینی از تمام فعالیت‌های حکومتی کنار گذاشته شد. وی در حوادث پس از انتخابات ریاست جمهوری اخیر به صراحت موضعگیری کرد و از رفتار حکومت در قبال معترضان انتقاد نمود. احمد منتظری، فرزند وی در گفت و گو با خبرگزاری ایلنا خبر درگذشت این روحانی منتقد را تائید کرده‌است. ده‌ها چهره شاخص از روحانیون قم همچون موسوی اردبیلی، یوسف صانعی، بیات زنجانی، شبیری زنجانی، ابراهیم امینی،  طاهری خرم آبادی، محقق داماد و امینی (امام جمعه قم) به همراه جمعیت زیادی از مردم این شهر، در بیت آیت‌الله منتظری حاضر شدند. قرار است مراسم خاکسپاری آیت الله منتظری فردا دوشنبه، سی آذر در قم برگزار شود. بی‌بی‌سی فارسی ،رادیو زمانه ،خبر آن لاین، رادیو فردا تورجان پارلمان نیوز
- پایان کار شرکت ساب

شرکت جنرال موتورز اعلام کرد که به تولید اتومبیل ساب، برای همیشه پایان خواهد داد. علت این اقدام، شکست گفتگوهای فروش و عدم یافتن مشتری برای خرید این شرکت خودروسازی سوئدی، اعلام شده است. اگزمینر

## ۲۱ دسامبر ۲۰۰۹
- به دلیل شرایط ویژه امنیتی ،مراسم ختم آیت الله منتظری لغو شد

،مراسم ختم آیت الله منتظری لغو شد. خانواده وی، «شرایط ویژه امنیتی» را دلیل لغو این مراسم اعلام کرده‌اند. به گفته سعید منتظری، پس از خاکسپاری پدرش، بیت او به محاصره نیروهای امنیتی درآمده و مسجد اعظم قم نیز، توسط نیروهای سپاه و بسیج پر شده‌است. رادیو زمانه
- پیکر آیت‌الله منتظری، پس از تشییع با حضور جمعیت زیادی به خاک سپرده شد

پیکر آیت‌الله حسین‌علی منتظری صبح روز دوشنبه پس از تشییع و انجام مراسم نماز به امامت آیت الله شبیری زنجانی، به خاک سپرده شد. خبرگزاریهایی چون آسوشیتدپرس و بی‌بی‌سی انگلیسی شمار شرکت‌کنندگان در مراسم تشییع و تدفین آیت‌الله منتظری را ده‌ها هزار نفر تخمین زده‌اند. برخی سایت‌های خبری از جمله رویترز به نقل از گزارش وبگاه «جرس» (جنبش راه سبز امید)، و همچنین دیگر سایتهای اصلاح طلب شمار عزاداران را تا صدها هزار نفر دانسته‌اند و به گفته شاهدان عینی بسیاری از عزاداران به سردادن شعارهای اعتراضی علیه هیات حاکمه از جمله شعار «مرگ بر دیکتاتور» پرداختند. میرحسین موسوی و مهدی کروبی، رهبران جنبش اعتراضی ایران در بیانیه‌ای مشترک به مناسبت درگذشت آیت‌الله منتظری روز دوشنبه ۳۰ آذرماه را عزای عمومی اعلام کرده و از علاقه‌مندان به آیت‌الله منتظری خواسته بودند که در مراسم تشییع جنازه وی، که روز دوشنبه در قم برگزار می‌شود، حضور یابند. شاهدان عینی از قم گفته‌اند که گروهای فشار هوادار دولت و آیت‌الله خامنه‌ای در اطراف حرم حضرت معصومه، دست نوشته‌هایی علیه آیت‌الله منتظری را بالای سر گرفته بودند که باعث ایجاد درگیری‌هایی بین مردم عزادار و این افراد شد. رادیو فردا، آسوشیتدپرس، رادیو زمانه، تابناک، بی بی سی انگلیسی، رویترز، جرس
- بازداشت جمعی از فعالان سیاسی و مدنی به هنگام عزیمت به قم

به گزارش سایت‌های خبری نوروز و کلمه بر طبق اظهارات حاضران، نیروهای لباس شخصی، اتوبوس حامل جمعی از خانواده‌های زندانیان سیاسی، فعالان جنبش زنان و اعضای کمیته گزارشگران حقوق بشر را که برای شرکت در مراسم تشییع و تدفین آیت الله منتظری قصد سفر به قم را داشتند، متوقف کرده و چندین نفر از آنها را بازداشت کرند. از اسامی بازداشت شدگان خبر قطعی گزارش نشده اما به گزارش سایت کلمه مهناز محمدی، شیوا نظرآهاری، محبوبه عباسقلی‌زاده و کوهیار گودرزی در زمرهٔ بازداشت‌شدگان هستند. همچنین روز گذشته، احمد قابل، یکی از شاگردان آیت‌الله منتظری و منتقد دولت، که همراه با خانواده خود از مشهد برای شرکت در مراسم عزاداری عازم قم بود، در نیشابور بازداشت شد. رادیو فردا، رادیو زمانه
- روزنامه اندیشه نو توقیف شد

بر اساس گزارش روابط عمومی معاونت مطبوعاتی و اطلاع‌رسانی وزارت فرهنگ و ارشاد اسلامی، روزنامه اندیشه نو ارگان رسمی حزب اسلامی کار به علت آنچه تخلف از مفاد ماده ۶ قانون مطبوعات عنوان شد، به استناد تبصره ماده ۱۲ این قانون توسط هیأت نظارت برمطبوعات توقیف و مقرر شد پرونده تخلفات این نشریه به منظور رسیدگی به مراجع قضایی ارسال شود.ایلنا

## ۲۲ دسامبر ۲۰۰۹
- ردّ اولتیماتوم هسته‌ای آمریکا از سوی احمدی‌نژاد

محمود احمدی‌نژاد، رئیس‌جمهوری اسلامی ایران روز سه‌شنبه اولتیماتوم یک‌ ساله‌ تعیین‌شده از سوی ایالات متحده‌ آمریکا و دیگر کشورهای غربی را برای پذیرش طرح سازمان ملل متحد به منظور تعویض اورانیوم غنی‌شده با سوخت هسته‌ای رد کرد. وی همچنین دولت آمریکا را متهم به جعل اسناد اخیراً افشاشده‌ای کرد که نشان‌گر طرح جمهوری اسلامی برای ساخت یک قطعه‌ کلیدی بمب هسته‌ای هستند. آسوشیتدپرس
- میرحسین موسوی از ریاست فرهنگستان هنر برکنار شد

میر حسین موسوی، از رهبران مخالفان دولت ایران با رای اعضای شورای عالی انقلاب فرهنگی از ریاست فرهنگستان هنر برکنار شد و محمدعلی معلم دامغانی (شاعر) جایگزین وی شد. محمود احمدی نژاد که در جریان سفرهای استانی به فارس سفر کرده بود، برای شرکت در جلسه شورای عالی انقلاب فرهنگی که منجر به عزل میرحسین موسوی شد، برای مدت کوتاهی به تهران بازگشت.خبر آن لاین ،بی‌بی‌سی فارسی
- واکنش نوری همدانی و حامیان حکومت به شعارهای اعتراضی قم

آیت الله نوری همدانی از مراجع تقلید شیعه، با اشاره با شعارهای اعتراضی سوگواری روز گذشته در قم، چون شعار «نه غزه، نه لبنان، جانم فدای ایران» و «استقلال، آزادی، جمهوری ایرانی» بیان داشت: «این شعارها به معنای پایمال کردن خون شهدا و زیرپا گذاشتن ارزش‌های اسلامی است و سکوت در برابر این شعارها جایز نیست.» در همین حال خبرگزاری نیمه دولتی فارس نیز با اشاره به این شعارها، آنرا «سوءاستفاده عده‌ای از منافقان جدید از لطف کریمانه نظام جمهوری اسلامی و جسارت‌های وقیحانه» خواند که به گفته این خبرگزاری «تاکنون در استان قم بی‌سابقه بوده‌است.» این خبرگزاری و همچنین خبرگزاری مهر خبر از برگزاری یک راهپیمایی در حمایت از رهبری جمهوری اسلامی و در محکومیت شعارهای ضد حکومتی دادند و نوشتند: «راهپیمایان از حرم مطهر به سمت بیت آقایان صانعی و منتظری حرکت کرده و با سردادن شعارهایی اعتراض خود را به جریانات روز گذشته در قم نشان دادند.» تجمع هواداران آیت‌الله خامنه‌ای و محافظه‌کاران نزدیک به محمود احمدی‌نژاد در قم، با صدور بیانیه‌ای تند علیه رهبران اصلاح‌طلب پایان یافت. در این بیانیه نوشته شده: «بدون پشتوانه حمایتی هاشمی رفسنجانی، افراد تاریخ مصرف گذشته‌ای چون خاتمی، کروبی، موسوی و یوسف صانعی نمی‌توانند علمدار فتنه‌گری باشند.»، همچنین از جامعه مدرسین حوزه علمیه قم خواسته شده که «عدم صلاحیت مرجعیت» آیت‌الله صانعی را اعلام کند. خبرگزاری مهر، تابناک، فارس نیوز، رادیو زمانه، رادیو زمانه 2
- تعرض لباس‌شخصی‌ها به دفاتر منتظری و صانعی در قم

ساعتی پس از ممانعت لباس‌شخصی‌ها از برگزاری مراسم بزرگداشت آیت‌الله منتظری در مسجد اعظم قم در شامگاه دوشنبه، گروه‌هایی از لباس‌شخصی‌ها و «انصار حزب‌الله» با تجمع در مقابل دفاتر آیت‌الله منتظری و آیت‌الله یوسف صانعی به سر دادن شعارهایی علیه این دو مرجع تقلید حامی اصلاح‌طلبان پرداختند. بر اساس گزارشها، این افراد در اقدامی که با واکنش پلیس روبه‌رو نشد، پارچه‌های سیاه و عکس‌های آیت‌الله منتظری را پاره کردند و شیشه‌های بیرونی بیت این مرجع تقلید شیعه را شکستند. این گروه در ادامه اقدامات خود تابلوی دفتر آیت‌الله منتظری و نیز تابلوی دفتر آیت‌الله صانعی را پایین کشیدند و به سر دادن شعارهایی علیه آیت‌الله صانعی پرداختند. گروه‌های مهاجم همچنین با بالا رفتن از دیوار خانه سعید منتظری، فرزند آیت‌الله منتظری که در مجاورت بیت وی قرار دارد، شیشه‌های منزل سعید منتظری را هم شکستند. احمد منتظری فرزند دیگر وی، آنچه حضور «باشکوه و میلیونی» مردم در مراسم تشییع آیت‌الله منتظری به رغم «تبلیغات مسموم ۲۰ سال اخیر علیه وی» نامید را عامل اصلی عصبانیت و اقدامات این گروه در شامگاه دوشنبه ارزیابی کرد. رادیو فردا
- لیونل مسی برنده توپ طلایی ۲۰۰۹ اروپا

لیونل مسی مهاجم تیم ملی آرژانتین و باشگاه بارسلونای اسپانیا عنوان مهم فوتبالیست برتر سال اروپا را کسب کرده‌است تا به جایزه توپ طلایی دست یابد.بی‌بی‌سی فارسی

## ۲۳ دسامبر ۲۰۰۹
- اعتراض به اجرای حکم اعدام در سیرجان تعدادی کشته و زخمی برجای گذاشت

حکم اعدام دو متهم به سرقت مسلحانه در سیرجان اجرا شد. روز گذشته در جریان اجرای حکم اعدام در ملأ عام حاضران، که به گفته رسانه‌های دولتی از بستگان متهمین بودند، با حمله به محل اجرای حکم آن‌ دو را از چوبه دار پائین کشیده و فراری داده‌بودند. ساعاتی بعد مدیرکل روابط عمومی دادگستری استان کرمان اعلام کرد که ماموران انتظامی توانسته‌اند دو محکوم متواری را هنگام فرار از سیرجان به سوی بندرعباس در روستای اکبرآباد دستگیر کنند. به گفته معاون سیاسی و امنیتی استاندار کرمان، در مرحلهٔ دوم  قبل از رسیدن محکومان به محل اجرای حکم، ماموران نیروی انتظامی مستقر در محل اعدام هدف حمله افراد مسلح به سلاح گرم قرار می گیرند و بین دو طرف درگیری روی می دهد که در این درگیری دو مرد مسلح کشته و ۲۵ نفر زخمی می‌شوند. حکم اعدام نیز با تأخیر اجرا شده‌است. این نخستین باری است که یکی از خبرگزاری های داخلی ایران گزارشی را از اقدام اعتراضی حاضران در محل اعدام به اجرای حکم و موفقیت معترضان در نجاتِ هر چند موقتیِ جان محکومان منتشر می‌کند.بی‌بی‌سی فارسی
- درگیری میان هواداران آیت الله منتظری و پلیس در اصفهان

شرکت کنندگان در مراسم عزاداری آیت الله منتظری در اصفهان، هدف حمله نیروهای دولتی قرار گرفتند. گزارش‌ها از اصفهان حاکی است که از ساعت‌ها پیش از شروع این مراسم، نیروهای پلیس، امنیتی و لباس شخصی، در اطراف این محل به طور گسترده تجمع کرده بودند و با افرادی که قصد شرکت در این مراسم را داشتند به شدت برخورد شده‌است و منابع نزدیک به اصلاح‌طلبان گزارش کرده‌اند که پلیس برای متفرق کردن مردم، چندین بار از گاز اشک‌آور استفاده کرده و نیروهای لباس شخصی نیز با باتوم، زنجیر، سنگ و چماق، شرکت‌کنندگان را مورد ضرب و شتم قرار داده‌اند .گفته شده بیش از ۵۰ نفر در رویدادهای امروز اصفهان بازداشت شده‌اند.  به گفته یک شاهد عینی: مردم تجمع‌کننده شعارهای تندی سر دادند که «عمدتاً رأس هرم قدرت در ایران را هدف گرفته بود» و «آن چه امروز در اصفهان اتفاق افتاد از نظر حضور مردم و شعارهایی که داده می‌شد «در نوع خود بی‌نظیر بود و چنین شعارهایی را در تجمعات قبلی شاهد نبودیم». وب‌سایت جرس نیز گزارش کرده است که بیت آیت‌الله طاهری امام جمعه پیشین اصفهان هم به محاصره نیروهای امنیتی درآمده و به شدت تحت نظر قرار دارد. گزارش شده که تعداد زیادی از مردم اصفهان نیز برای جلوگیری از هرگونه تعرض به طاهری، مقابل بیت وی تجمع کرده‌اند. رادیو زمانه ،جرس ،بی‌بی‌سی فارسی+اطلاعات بیشتر از ویکی‌پدیای فارسی
- «حضور تعدادی از بستگان بن لادن در ایران» بنابر ادعای پسر وی

خبرگزاری فرانسه به نقل از روزنامه الشرق الاوسط نوشته است که شش تن از فرزندان و یکی از همسران اسامه بن لادن در ایران تحت بازداشت خانگی هستند. الشرق الاوسط در شماره امروز چهارشنبه خود نوشته که این افراد از زمان حمله به افغانستان در سال ۲۰۰۱ مفقود شده بودند. عمر بن لادن ۲۹ ساله و چهارمین پسر رهبر القاعده می‌گوید که ماه گذشته پس از آنکه عثمان، یکی از برادرانش از ایران با وی تماس گرفته، از محل زندگی آنها مطلع شده است. به ادعای عمر، ایمان خواهر ۱۷ ساله او نیز از ۲۵ روز پیش به سفارت عربستان سعودی در ایران، پناهنده شده است. رادیو زمانه
- خرید خودروسازی ولوو توسط یک شرکت چینی

شرکت فورد موتورز حق مالکیت و تولید اتومبیل‌سازی سوئدی ولوو را به شرکت چینی جیلی فروخت. بی‌بی‌سی

## ۲۴ دسامبر ۲۰۰۹
- ممانعت از برگزاری مراسم ترحیم آیت الله منتظری و درگیری در زنجان

مأموران امنیتی از برگزاری مراسم ترحیمی که قرار بود بعد از ظهر روز پنج شنبه در زنجان برای آیت الله منتظری برگزار شود جلوگیری کرده‌اند و به همین دلیل درگیری‌هایی در این شهر اتفاق افتاده‌است.برخی سایت‌های اینترنتی مخالف دولت ایران گزارش‌ها و عکس‌هایی را منتشر کرده‌اند که در آن ادعا می‌شود شورای عالی امنیت ملی ایران در بخشنامه‌ای سراسری برگزاری مراسم برای آیت‌الله منتظری را، جز در قم و نجف آباد ممنوع کرده‌است.بی‌بی‌سی فارسی
- عبدالله رمضان زاده به تحمل ۶ سال زندان محکوم شد

دادگاه انقلاب تهران عبدالله رمضان زاده قائم مقام دبیرکل جبهه مشارکت ایران اسلامی را که در جریان حوادث پس از انتخابات ریاست جمهوری ایران بازداشت شده بود، به تحمل ۶ سال حبس محکوم کرده‌است.بی‌بی‌سی فارسی
- استعفاء و قطع همکاری با فرهنگستان در پی عزل موسوی

رضا مرادی غیاث‌آبادی پژوهشگر و نویسنده در زمینه باستان‌شناسی، اختر باستان‌شناسی، گاهشماری، فرهنگ ایران باستان و صاحب آثاری چون تمدن هخامنشی، نوروزنامه، آسیای میانه، زادروز فردوسی و بسیاری کتب دیگر با انتشار نامه‌ای در وبلاگ شخصی خود از همکاری با فرهنگستان هنر در اعتراض به عزل میرحسین موسوی از ریاست این فرهنگستان انصراف داد.همچنین محمدمهدی حیدریان، معاون هنری فرهنگستان هم از سمت خود استعفاء دادخبر آن لاین ،ایلنا
- دعوت مصباح یزدی از مسلمانان جهان

محمد تقی مصباح یزدی از مسلمانان جهان خواست علی خامنه‌ای را به ولایت پذیرفته و از او پیروی کنند. العربیه

## ۲۵ دسامبر ۲۰۰۹
- احمدی نژاد: ایران کشور آزادی است

محمود احمدی‌نژاد در گفت و گویى با یک شبکه تلویزیونى بریتانیایى، منکر سرکوب تظاهرات مخالفان دولت توسط نیروهاى بسیج شده و «ماجرای کشته شدن ندا آقاسلطان را نیز یک سناریوى دروغ خواند.» وی همچنین گفت: ایران کشور آزادی است و مانند برخى کشورهاى اروپایى نیست. هنگامى که خبرنگار شبکه تلویزیونى یادآور شد، که شمار زیادى از روزنامه‌نگاران و خبرنگاران در ایران بازداشت شده و خبرنگاران خارجى اجازه کار در ایران را ندارند، محمود احمدى‌نژاد اظهار داشت: «غربى‌ها درباره ایران اشتباه مى‌کنند و فکر مى‌کنند در اینجا خبرى است و ایران ضعیف شده است.» رادیو فردا
- متکی: دختر بن‌لادن در صورت تائید هویت، می‌تواند از ایران برود

منوچهر متکی، وزیر امور خارجه ایران، در مصاحبه‌ای با شبکه رادیو و تلویزیون دولتی ایران در پاسخ به سئوالی در مورد حضور خانواده اسامه بن لادن، رهبر القاعده در ایران، گفت که «مدتی قبل سفارت عربستان خبر داد که یکی از دختران بن لادن در سفارت عربستان است.» وزیر امور خارجه جمهوری اسلامی در عین حال گفت که «برای ما هویت او محرز نشده‌است اما سفارت عربستان به این موضوع اذعان دارد.» متکی گفت که وی در صورت تأئید هویت، می‌تواند از ایران برود بی‌بی‌سی فارسی، رادیو زمانه
- حمله به پاپ در مراسم کریسمس

پاپ بندیکت شانزدهم مراسم سنتی شب کریسمس را در کلیسای سن پیتر باسیلیکا جشن گرفت، اما پیش از آن مورد حمله یک بیمار روانی قرار گرفت. این زن که گفته می‌شود تعادل روانی ندارد با گذر از موانع امنیتی در لحظه ورود پاپ به کلیسا وی را با ضربه‌ای به زمین زد. اما بنظر می‌رسد صدمه‌ای به رهبر کاتولیک‌های جهان وارد نشد زیرا او توانست مراسم کریسمس را اجرا کند. پاپ پس از این حادثه در موعظه‌اش تأکید کرد که جهان باید نسبت به خودخواهی و زشتی‌ها «به خودآید» و متوجه خداوند و امور روحانی شود.بی‌بی‌سی فارسی ،خبر آن لاین
- برنامه  سفر  جان کری به تهران تکذیب شد

سخنگوی سناتور جان کری ،رئیس کمیتهٔ روابط خارجی سنای آمریکا، اعلام کرد که سناتور کری ،  هیچ برنامه‌ای برای سفر به ایران ندارد. دویچه وله صدای آلمان

## ۲۶ دسامبر ۲۰۰۹
- سخنرانی سید محمد خاتمی ناتمام ماند

هجوم لباس شخصی‌ها به حسینیه جماران، موجب ناتمام ماندن مراسم سخنرانی محمد خاتمی شد.مهاجمان که زنجیر، باتوم و گاز فلفل به همراه داشتند، شیشه‌های این حسینیه را شکستند و به ضرب و شتم حاضران پرداختند. حمله آن‌ها در شرایطی صورت گرفت که نیروهای امنیتی از ساعت‌ها قبل، حسینیه جماران را به محاصره درآورده بودند.با پایان سخنرانی، درگیری در خیابان‌های اطراف حسینیه جماران از جمله خیابان‌های باهنر (نیاوران)، یاسر و جماران گسترده‌تر شده و به گفته شاهدان عینی، پلیس و نیروهای نظامی برای متفرق کردن معترضان از گاز اشک آور و باتوم استفاده کرده‌اند ،گزارش‌های تایید نشده‌ای هم حاکی از شلیک تیر هوایی است. معترضان نیز با سر دادن شعار و زدن بوق‌های ممتد، اعتراض خود را نشان داده‌اند.پارلمان نیوز ،بی‌بی‌سی فارسی ،جرس ،رادیو زمانه ،خبر آن لاین ،سرخط به نقل از مردمک
- وقوع درگیری بین معترضان و نیروهای امنیتی در نقاط مرکزی تهران همزمان با تاسوعای حسینی

برخی سایت‌های اینترنتی گزارش می‌دهند که گارد ویژه نیروی انتظامی جمهوری اسلامی، امروز به عده‌ای از معترضین در پل چوبی تهران حمله کردند و درگیری‌هایی در این منطقه روی داد. برپایه این گزارش‌ها، از صبح امروز نیروی‌های یگان ویژه در خیابانهای مرکزی تهران مستقر شده‌اند و ماموران در پل چوبی تهران، شیشه‌های خودروهایی که در محل هستند یا آنهایی را که با بوق زدن اعتراض می‌کنند با باتوم شکسته‌اند. خبرگزاری حامی جنبش سبز (جرس) گزارش می‌کند که همزمان با روز تاسوعای حسینی و شدت گرفتن اعتراضات مردمی، پلیس در میدان امام حسین و همچنین پل چوبی تهران به شدت با مردم معترض مقابله می‌کند و در گزارش دیگری خبر از گسترش اعتراضات و کشیده شدن آن به میدان انقلاب و هفت تیر داده‌است. واشینگتن پست، آسوشیتدپرس رادیو فردا، جرس ۱، جرس ۲، دویچه‌وله فارسی ،رادیو زمانه ،بی‌بی‌سی فارسی
- حمله تروریستی ناموفق هواپیمای مسافربری آمریکا

بدنبال خنثی سازی یک حمله تروریستی توسط مسافرین یک هواپیمای مسافربری نورث‌وست ایرلاینز از آمستردام به دترویت، فرودگاه‌های آمریکا تدابیر امنیتی شدیدی را به اجرا گذاشتند. عمر فاروق عبدالمطلب نیجریه‌ای، بمب‌گذار ناموفق هواپیما، اعتراف به عضویت در القاعده کرد. دویچه‌وله، بی‌بی‌سی
- نداآقاسلطان، شخص سال روزنامه تایمز

روزنامه تایمز لندن ندا آقاسلطان را که در جریان درگیری‌های پس از انتخابات در ایران کشته شد و به نمادی برای دموکراسی‌خواهی در ایران درآمد، «شخص سال ۲۰۰۹» اعلام کرد. به گفته این روزنامه: «ندا نه تنها سمبل مقاومت شد، بلکه به نمادی جهانی برای نشان دادن خشونت نظام جهوری اسلامی، علیه مردم ایران تبدیل شد.» تایمز لندن

## ۲۷ دسامبر ۲۰۰۹
- ناآرامی‌های عاشورا در ایران:

- - در عاشورایی متفاوت خیابان‌های مرکزی شهر تهران بویژه خیابان طولانی انقلاب اسلامی صحنه درگیری نیروهای امنیتی و مردم معترض به حکومت شد. درگیری‌های مشابهی در بسیاری از شهرهای دیگر ایران بویژه تبریز، شیراز و اصفهان درگرفت. دهها نفر کشته و مجروح و صدها نفر دستگیر شدند.
  - پلیس سعی دارد تا از شکل گرفتن هرگونه تجمعی جلوگیری کند و با مسدود کردن چهارراه ولیعصر و خیابان حافظ سعی در متوقف کردن مردم از حرکت به سمت میدان انقلاب دارد. شدیدترین درگیری‌ها در حد فاصل چهارراه ولیعصر تا پل کالج گزارش شده و برخی خبرها از به آتش کشیدن موتور یگان ویژه و گذشتن مردم از حلقه نیروهای امنیتی در روبروی پارک دانشجو حکایت دارد. همچنین نیروهای نظامی بسیاری در محوطهٔ بازار تهران و میدان هفت تیر مستقر شده و به تظاهرکنندگان حمله می‌کنند. عاشورای امسال مصادف با هفتمین روز درگذشت آیت‌الله منتظری است.
  - پلیس ایران از کشته شدن پنج تن و دستگیری حدود ۳۰۰ نفر در حوادث امروز شهر تهران خبر داد. یکی از افرادی که بر اثر اصابت گلوله کشته شده علی موسوی، خواهرزاده میرحسین موسوی است. مهدی فرهادی‌نیا، محمدعلی راسخی‌نیا، امیر ارشدی و شهرام سراجی چهار کشته دیگرند. رسانه‌های طرفدار جنبش سبز تعداد کشته‌شدگان را بیشتر ارزیابی کرده و در اعلامیه وزارت خارجه فرانسه به قتل ۸ نفر اشاره شده‌است. در همین حال خبرگزاری فرانسه از کشته شدن دستکم ۴ نفر در تبریز خبر داده‌است. بر اساس گزارش نیویورک تایمز حداقل ۱۰ نفر دراین تظاهرات در شهرهای تهران، تبریز و شیراز کشته شدند
  - احمدرضا رادان جانشین فرمانده نیروی انتظامی جمهوری اسلامی با اشاره به کشته شدن یکی از معترضان بر اثر شلیک گلوله گفت: با توجه به عدم استفاده سلاح از سوی پلیس، این حادثه کاملا مشکوک و در دست بررسی است.
  - خبرگزاری فرانسه به نقل از شاهدان عینی در مرکز تهران نوشته‌است که برخی از نفرات نیروی انتظامی برغم فشار و دستور فرماندهانشان از آتش گشودن به روی تظاهرکنندگان خودداری می‌کردند یا در نتیجهٔ افزایش فشارها صرفاً به تیراندازی هوایی مبادرت می‌ورزیدند.
  - کاخ سفید، وزارت امور خارجه فرانسه و وزارت امور خارجه ایتالیا در بیانیه‌های جداگانه خشونت مأموران امنیتی ایران در برابر معترضان عادی را محکوم کردند.
  - منابع:خبرگزاری فرانسه ،رادیو زمانه ،دویچه وله، رادیو بین‌المللی فرانسه، بی‌بی‌سی، جرس ،کلمه ،یاهو نیوز ،دویچه وله ،خبرگزاری فرانسه ،خبرگزاری فرانسه ،ایرنا+تصاویر ،نیویورک تایمز،خبرگزاری فرانسه و تظاهرات هواداران جنبش سبز در تاسوعا و عاشورا (۵ و ۶ دی ۱۳۸۸)

- تشدید تدابیر امنیتی در فرودگاه‌های جهان

به دنبال تلاش دو روز پیش (۲۵ دسامبر) یک مرد نیجریه‌ای برای منفجر کردن یک هواپیما بر فراز آسمان آمریکا، مسافرانی که به فرودگاه‌های نقاط مختلف جهان مراجعه کرده‌اند با تشدید تدابیر امنیتی مواجه شده‌اند.بی‌بی‌سی فارسی

## ۲۸ دسامبر ۲۰۰۹
- ناآرامی‌های عاشورا در ایران:
  - سید رضا موسوی برادر سید علی حبیبی موسوی خامنه که در ظهر روز عاشورا با اصابت گلوله کشته شد، در گفتگو با خبرنگار پایگاه خبری «پارلمان‌نیوز»، در مورد مراسم تشییع و خاکسپاری، اظهار داشت:«متاسفانه جنازه برادرم را از بیمارستان برده‌اند و هرچه می‌گردیم جنازه را پیدا نمی‌کنیم.این در حالیست که خبرگزاری ایرنا از نگهداری جسد وی بمنظور تکمیل تحقیقات کالبدشکافی و پلیسی و یافتن سرنخ‌های بیشتر از این حادثه توسط پزشکی قانونی و پلیس خبر داده است بی بی سی فارسی، پارلمان نیوز،ایرنا
  - مهدی کروبی از رهبران معترضان ایران در پیام تسلیت خود از خشونتهای «وصف ناپذیر» و «گناه نابخشودنی» حکومت علیه تظاهرکنندگان روز عاشورا به شدت انتقاد کرده و گفته‌است آنان که هویت و شناسنامه این انقلابند و روزگار مبارزه در صف اول مبارزان بودند، بیاد دارند که در عاشورای ۱۳۴۲ تظاهراتی عظیم با شعارهایی تند علیه شاه صورت گرفت اما رژیم ستم شاهی حرمت عاشورا نگاه داشت و کشتار، سرکوب و دستگیری رهبران مبارزه و در راس آن امام را به روزهای بعد موکول کرد. کروبی در این بیانیه که در وبسایت شخصی او منتشر شده گفته‌است: «به‌راستی چه شده که حکومت برخواسته از قیام عاشورا، در روز عاشورا دست بر خون مردم برده و جماعتی وحشی را به جان مردم انداخته‌است».بی‌بی‌سی فارسی
  - خبرگزاری فرانسه به‌نقل از تلویزیون دولتی ایران اعلام کرد که بیش از ۱۵ نفر در تظاهرات دیروز تهران  کشته شدند.خبرگزاری فرانسه
  - شبکه برون مرزی صدا و سیمای جمهوری اسلامی ایران به نقل از یک مقام آگاه در شورای عالی امنیت ملی ایران که نامی از آن نبرده‌است، تعداد کشته‌شدگان را ۸ نفر اعلام کرده‌است.پرس تی‌وی
  - باراک اوباما رئیس جمهور آمریکا و آنجلا مرکل  صدراعظم آلمان «سرکوب مردم ایران» را محکوم کردند.سی ان ان
- بازداشت جمعی از فعالان سیاسی در ایران

چهار تن از نزدیکان میرحسین موسوی؛ فروزنده مسئول دفتر موسوی، محمد باقریان و علیرضا بهشتی شیرازی مشاوران وی و قربان بهزادیان نژاد رییس ستاد انتخاباتی موسوی امروز دستگیر شدند. ابراهیم یزدی، دبیر کل نهضت آزادی به همراه خواهرزاده‌اش لیلا توسلی، سید حسین موسوی تبریزی دبیرکل مجمع محققین و مدرسین حوزه علمیه قم، عمادالدین باقی، مرتضی حاجی وزیر سابق تعاون و قائم مقام بنیاد باران از دیگر دستگیرشدگان امروزند. رادیو فرانسه تابناک، پارسینه ،نوروز، دویچه وله

## ۲۹ دسامبر ۲۰۰۹
- حمله به دفتر آیت الله دستغیب در شیراز و دفتر آیت‌الله صانعی در شهرهای مختلف

گروه هايی از لباس شخصی ها با حمله به دفتر آيت الله علی محمد دستغیب در شيراز، اين دفتر را تعطيل کرده و مهاجمان «شيشه های مسجد قبا در این شهر را نیز شکسته اند.» دفتر آيت الله سيد علی محمد دستغيب، عضو مجلس خبرگان رهبری، در بيانيه‌ای اعلام کرده است که گروهی با حمله «هماهنگ» به مسجد قبا (که گفته می شود يکی از پايگاه های اصلی اعزام نيرو به جبهه ها در دوران جنگ هشت ساله ايران و عراق بوده است) و بيت و دفتر وی در شيراز، روحانيون حاضر در اين مکان ها را مجروح کرده اند. همزمان دفاتر آيت الله یوسف صانعی، از مراجع شيعه قم، در شهرهای تهران، مشهد، کرمان و شيراز مورد حمله قرار گرفته است. خبرنامه امیر کبیر، وب سایت انجمن اسلامی دانشجویان دانشگاه امیر کبیر مهاجمان را افرادی سازماندهی شده دانسته که شعارهايی در حمايت از آيت الله خامنه‌ای سر میدادند. دفتر آیت الله سیدعلی محمد دستغیب بی بی سی، رادیو فردا
- جبهه مشارکت: وقایع عاشورا نشانه شکست کودتاست

جبهه مشارکت ایران اسلامی با انتشار اطلاعیه‌ای، حوادث روز عاشورا را نشانه «شکست کامل کودتا و کودتاگران» دانست و افزود: «سناريو سازی ها برای مقابل هم قرار دادن مردم، نتیجه ای برای حکومت در بر نخواهد داشت.» جبهه مشارکت با محکوم کردن برخورد‌های خشونت‌بار دولتی با معترضان، آورده است: «به کارگیری ابزار سرکوب، فقط برای تحریک مردم و عصبانی کردن آنها و دمیدن در کوره عصبیت و خشونت و هرج ومرج است.» در بخش دیگری از این اطلاعیه، از مردم خواسته شده که با «آرامش و خویشتن‌داری» مانع از تحقق «توطئه‌ها» برای کشاندن آنها به سمت رفتار‌های خشونت‌بار شوند. در همين زمينه، فراکسيون اقليت مجلس نيز در بيانيه ای به مقامات قضايی و امننيتی ايران هشدار داده است که از هر گونه جهت‌گيری «يک جانبه و افراطی» در برخورد با رقبای سياسی و منتقدان دولت و دستگيری گسترده «دلسوزان نظام و انقلاب به بهانه‌های مختلف» خودداری کند. رادیو فردا، رادیو زمانه، نوروز ،سرخط
- مقامات رده بالای انتظامی در میان متهمان پرونده کهریزک

گزارش شده که در میان متهمان پرونده کهریزک چند مامور ارشد نیروی انتظامی متشکل از یک سرتیپ و چند سرهنگ هستند که دو هفته دیگر دادگاه آنها برگزار می‌شود.بی‌بی‌سی فارسی
- راهپیمایی از سوی نهادهای دولتی در تهران و سایر شهرها در اعتراض به وقایع روز عاشورا

امروز راهپیمایی‌هایی از سوی نهادهای دولتی در تهران و سایر شهرها در اعتراض به آنچه که هتک حرمت از مقدسات و باورهای مردم در روز عاشورا خوانده شده و در حمایت از ولایت مطلقه فقیه، برگزار شد.
قرار است فردا، چهارشنبه، هم بدعوت سازمان تبلغیات اسلامی راهیپمایی‌هایی برگزار شود.
برخی شنوندگان رادیو فردا  گفته‌اند که به تمامی ادارت در تهران بخشنامه شده که کارمندان آنها موظفند در راهپیمایی «خودجوش» چهارشنبه شرکت کنند.رادیو فردا
- ادامه بازداشت فعالان سیاسی و مدنی در ایران

ماشاالله شمس الواعظین، سخنگوی انجمن دفاع از مطبوعات ایران، منصوره شجاعی، از فعالان جنبش زنان و مرتضی کاظمیان، روزنامه‌نگار و فعال سیاسی در  بامداد روز سه شنبه در منزلشان دستگیر شدند. نوشین عبادی خواهر شیرین عبادی نیز جزو بازداشت‌شدگان امروز است. شاهپور کاظمی، برادر زهرا رهنورد که به تازگی پس از چند ماه از زندان آزاد شده بود، شب گذشته بار دیگر بازداشت شده است. گزارش‌های دیگر نیز حاکی است که بدرالسادات مفیدی، دبیر انجمن صنفی روزنامه‌نگاران ایران، رضا تاجیک، دبیر سیاسی روزنامه‌های توقیف شده شرق و کارگزاران، نسرین وزیری، خبرنگار پارلمانی خبرگزاری ایلنا و خبرآنلاین، کیوان مهرگان، دبیر سیاسی ضمیمه روزنامه اعتماد، محمدجواد صابری، خبرنگار وب‌سایت هم‌میهن، علی مهرداد از اعضای شاخه جوانان نهضت آزادی و محمدجواد مظفر، مدیر انتشارات کویر هم دستگیر شده‌اند. رادیو زمانه، بی بی سی فار سی
سی ان ان
- ایران بازداشت خبرنگار شبکه دوبی را تائید کرد

دو روز پس از ناپدید شدن «رضا الباشی» گزارشگر تلویزیون دوبی، دادستان تهران بازداشت اورا تائید کرد. خبرگزاری فرانسه
- شرکت مشترک کره جنوبی و آمریکایی برنده قرارداد احداث ۴ نیروگاه اتمی در امارات

شرکت نیروگاهی اتمی کپکو میزان این قرارداد را ۲۰٫۴ میلیارد دلار اعلام کرد و قرار است این پروژه ۵۶۰۰ مگاواتی الکتریسیته اتمی تا ۲۰۲۰ به بهره برداری کامل برسد.وال استریت ژورنال، تاپ‌نیوز امارات
- ایران در ردیف کشورهای با توسعه مالی بسیار پایین قرار دارد

مرکز پژوهش‌های مجلس اعلام کرد: ایران در بحث توسعه مالی در ردیف کشورهای در سطح بسیار پایین توسعه قرار دارد. نتایج بررسی‌ها نشان می‌دهد که توسعه مالی در کشور ما در دوره مورد بررسی وضعیت مطلوبی نداشته و در مقایسه با کشورهای منتخب نظیر پاکستان، هند و امارات در ردیف کشورهای برخوردار از سطح توسعه مالی بسیار پایین قرار گرفته‌است. فرارو
- بزرگترین کاریکاتوریست چهره قرن بیستم درگذشت

دیوید لیواین، که بزرگترین کاریکاتوریست چهره قرن بیستم خوانده شده است، در هشتاد و سه سالگی در نیویورک بر اثر سرطان پروستات درگذشت. دیوید لیواین تا پایان عمرش در خانه‌اش در بروکلین، نقاشی می‌کشید. لیواین یکی از معدود هنرمندان کمونیستی بود که توانست از فضای ضد چپ آمریکا که به دوره «مک‌کارتیسم» معروف است، جان سالم به در برد. او در محله «بروکلین هایتس» زندگی می‌کرد و کارش را با نقاشی آغاز نمود. بعدها در سال ۱۹۶۳ به نشریه بررسی کتاب نیویورک رفت و سبک تازه‌اش در کاریکاتور چهره را به اهالی فرهنگ شناساند. استقبال از سبک او به حدی بود که نشریات بزرگ خبری مشتری‌های ثابت کاریکاتورهای چهره او بودند. کشیده شدن بوسیله لیواین، برای بسیاری یک افتخار بزرگ محسوب می‌شد. لیواین، جایگاه کاریکاتور چهره سیاسی را به بالاترین حد خود بعد جنگ جهانی دوم رساند. با اینکه او یک کارتونیست ادیتوریال نبود، اما بعضی از کارهای ادیتوریال او جزو برترین و به‌یاد ماندنی‌ترین کارتون‌های قرن بیستم هستند. لوین با ترکیب شخصیت حقیقی و حقوقی افراد همراه با روان‌کاوی ایشان در کارهای‌اش، می‌توانست چهره‌ای از ارائه دهد که کمتر کسی توانش را داشت. او عیان کننده نقاط پنهان درون افراد بود. او یکی از بزرگ‌ترین آبرنگ‌کارهای معاصر آمریکا نیز بود.نیویورک تایمز خودنویس

## ۳۰ دسامبر ۲۰۰۹
- حمله لباس شخصی‌ها به دانشجویان در مشهد و مصدوم شدن دانشجویان

مقارن ظهر امروز چهارشنبه، حدود ۵۰۰ نیروی لباس شخصی و اعضای گروه موسوم به انصار حزب‌الله، در حالیکه شعارهایی در حمایت از رهبر جمهوری اسلامی سر میدادند، با هجوم به محوطه دانشگاه آزاد مشهد، با «چوب، قمه و چاقو» دانشجویانی را که به مناسبت «سوم کشته‌شدگان روز عاشورا» تجمع «سکوت» برگزار کرده و سرکوب مردم را محکوم کرده بودند، مورد ضرب و شتم قرار دادند. چنانکه دست‌کم هشت تن از دانشجویان به دلیل اصابت ضربات «چاقو»، روانه بیمارستان شدند. شاهدان عینی گفته‌اند که همزمان، پلیس خیابان‌های منتهی به دانشگاه را مسدود و با گاز اشک‌آور مردم و دانشجویان را متفرق کرده است. خبرنامه امیرکبیر حمله لباس شخصی ها را «سازماندهی» شده، دانسته و گزارش کرده که در این درگیری‌ها یکی از استادان دانشگاه نیز با ضربات چاقو زخمی شده است. گزارش شده که حدود ۷۰ دانشجو از سوی ماموران پلیس بازداشت و به «کلانتری قاسم‌آباد» منتقل شده‌اند. برخی گزارش‌های تائید نشده نیز از مرگ دو دانشجو در اثر اصابت چاقو در این درگیری‌ها حکایت می‌کند. رادیو زمانه، خبرنامه امیرکبیر
- واکنش تند برخی مقامات و حامیان حکومت به اعتراضات روز عاشورا

احمد عَلَم‌الهدی امام جمعه مشهد و سخنران تجمع روز چهارشنبه حامیان دولت در میدان انقلاب، با حمله شدید به معترضان و مخالفان دولت و تمجید از رهبر جمهوری اسلامی به عنوان «تنها گزینه رهبری روی کره زمین» معترضان به آیت‌الله خامنه‌ای را «مشتی بزغاله و گوساله» خواند. سخنان علم‌الهدی در این جمع با شعارهای گروهی از تجمع کنندگان علیه میرحسین موسوی و مهدی کروبی همراه شد و او همچون دیگر مقامات دولتی از سران مخالفان با عنوان «سران فتنه» و «منافقین» یاد کرد و افزود: اکنون که رهبری راه توبه را برای سران فتنه باز گذاشته است، آنها باید در ضرب‌العجلی که قوه قضائیه تعیین می‌کند توبه کنند وگرنه محارب شناخته خواهند شد و این مردم و این نظام با آنها به عنوان محارب برخورد می‌کند. همچنین آیت‌الله عباس واعظ طبسی، تولیت آستان قدس رضوی، در سخنانی با اشاره به اعتراض‌های روز عاشورا، هدایت‌کنندگان این اعتراض‌ها را «محارب» خواند که به گفته وی حکمش در دستگاه قضایی جمهوری اسلامی «مشخص» است. در همین حال علی لاریجانی، رئیس مجلس شورای اسلامی، نیز در سخنان شدید‌اللحنی خطاب به معترضان خواستار «اشد مجازات» برای کسانی که وی «هتاکان» نامید شد. رادیو فردا 1، رادیو فردا 2، بی بی سی فارسی
- راهپیماییهای دولتی و سازماندهی شده در حمایت از رهبر جمهوری اسلامی و بر علیه معترضان در شهرهای ایران

امروز به دعوت سازمان تبلیغات اسلامی و سایر نهادهای دولتی در ایران در اعتراض به آنچه که هتک حرمت از مقدسات و باورهای مردم در روز عاشورا و تبعیت از ولایت آیت الله خامنه‌ای خوانده شده، راهپیمایی‌هایی ترتیب داده شده‌است. دفاع از رهبر و آمادگی برای «ختم غائله» مضمون‌های اصلی مراسم حکومتی بودند. مرکز تظاهرات حکومتی در تهران، میدان انقلاب بوده و با سینه‌زنی و نوحه خوانی همراه بوده است.  گفته می‌شود که شعارهای این تظاهرات‌ها یکدست بوده و عین این شعارها در شهرستان‌های دیگر شنیده شده است و مراسم سازمان‌دهی‌شده توسط حکومت به تفصیل در تلویزیون دولتی بازتاب داده شده است. همچنین ادارات دولتی تعطیل شده و کارمندان را موظف کرده‌ بودند تا در تظاهرات شرکت کنند. در این مراسم، افزون بر دفاع از رهبر، موضوع برخورد تند و قاطع با رهبران جنبش اعتراضی به ویژه میرحسین موسوی و مهدی کروبی در تبلیغات، برجسته‌ بوده است. دویچه وله، رادیو فردا
- سازمان ملل: خشونت بکار رفته در سرکوب معترضین در ایران «تکان دهنده» است

نوی پلای، کمیسر عالی سازمان ملل در امور حقوق بشر امروز شدت خشونت بکار رفته در سرکوب معترضین در ایران، افزایش شمار کشته شدگان، مجروحان و بازداشت شدگان را «تکان دهنده» خواند. پلای افزود: اطلاعات موجود باردیگر حاکی از رفتار بیش از حد خشونت آمیز ماموران امنیتی و نیروهای بسیج است. رادیو فردا
- وزیران اطلاعات و کشور به همراه دادستان کل از برخورد با رهبران معترضان خبر دادند

به گفته حسن نوروزی  نماینده رباط کریم در مجلس شورای اسلامی و عضو فراکسیون انقلاب اسلامی (هواداران دولت) مجلس شورای اسلامی، غلامحسین محسنی اژه‌ای، در جلسه غیر علنی مجلس شورای اسلامی در پاسخ به درخواست گروهی از نمایندگان برای دستگیری آن چه «سران فتنه» نامید، اظهار داشت که «سران فتنه» تحت تعقیب هستند. نماینده رباط کریم درمجلس بار دیگر یادآور شد: در این جلسه غیرعلنی اکثریت نمایندگان بر ضرورت اجرای قانون مجازات اسلامی تاکید داشتند که اگر کسی با تحریک و اغوا باعث شود جمعی به جان یکدیگر بیفتند و سلب امنیت کنند آنها باید به یک تا پنچ سال زندان محکوم شوند. نوروزی یادآور شد: مصطفی کواکبیان عضو فراکسیون خط امام دراین جلسه اظهار داشت که باید به حادثه جماران نیز رسیدگی شود و آقای محسنی اژه‌ای پاسخ داد درحسینیه جماران کسانی حضور یافته بودند که شعارهای ضد امنیتی سرمی‌دادند و در جبهه سبز شرکت داشتنند که این شعار باعث شد به آنها حمله کنند. نوروزی ادامه داد: یکی ازنمایندگان تهران نیز در این جلسه رئیس جمهوری را دراین زمینه مقصر دانست اما دادستان کل کشور حرف وی را مغالطه خواند و پاسخ داد که اگر کسی مردم را تحریک می‌کند چه ربطی به رئیس جمهور و دیگر افراد نظام دارد. 
حیدر مصلحی، وزیر اطلاعات ایران نیز در حاشیه جلسه امروز هیات دولت این کشور به خبرنگاران گفت که 'اغتشاشات' روز عاشورا از سوی 'ضد انقلاب' طراحی شده بود و در میان بازداشت شدگان افرادی وجود دارند که او از آنها به عنوان 'مارکسیست' و 'منافق' نام برده است. ایرنا تابناک ایلنا بی بی سی 
- فرمانده نیروی انتظامی می‌گوید که دیگر با تظاهرکنندگان مدارا نخواهد شد

اسماعیل احمدی مقدم، فرمانده نیروی انتظامی، به خبرگزاری فارس گفته‌است که دورهٔ مدارا به پایان رسیده و پلیس از این به بعد با کسانی که وی آنها را «آشوبگران» خواند، برخورد شدیدی خواهد داشت. وی افزود: «پلیس پیش از این سعی می‌کرد با خشونت حداقلی با تجمعات اعتراضی برخورد کند اما متأسفانه از این اقدام پلیس سوءاستفاده شده‌است». احمدی مقدم گفت: «افرادی که در اغتشاشات دستگیر شوند با آنان به عنوان مجرم برخورد قاطع خواهیم کرد و عمل افرادی که در تجمعات آشوبگران شرکت کرده و موجب ناامنی می‌شوند، محاربه‌است. علاوه بر این دستگاه قضایی هم شدت برخورد خود را افزایش داده‌است.» فرمانده نیروی انتظامی در واکنش به اظهارات خبرنگاری مبنی بر انتشار تصویری ویدئویی در اینترنت، که نشان می‌دهد خودرویی متعلق به نیروی انتظامی، اقدام به زیر گرفتن برخی معترضان در روز عاشورا کرده‌است، آنرا حرفی بیربط خواند و تاکید کرد «هیچ تصویری در خصوص زیر گرفتن مردم توسط خودرو پلیس وجود ندارد». شب گذشته، در سایت یوتیوب فیلمی از حوادث روز یکشنبه منتشر شده که نشان می‌دهد دو خودروی نیروی انتظامی اقدام به زیر گرفتن مردم معترض کرده و از محل متواری می‌شوند. تابناک، رادیو فردا، رادیو زمانه+فیلم مربوطه در یوتیوب
- اعدام قریب الوقوع بازداشت‌شدگان حوادث روز عاشورا

یک مقام آگاه با اعلام این خبر به خبرنگار جهان گفت: با توجه به شواهد و اسناد گوناگون چند نفر از بازداشت شدگان حوادث ظهر عاشورا به اتهام محاربه با اسلام و انقلاب محاکمه خواهند شد.وی با بیان اینکه برخی از این افراد جزء نیروهای سازمان مجاهدین خلق هستند، گفت: چنانچه اتهام این افراد در دادگاه ثابت شود، محاربان به مجازات اعدام محکوم خواهند شد.گفتنی است شنیده شده پرونده این افراد به صورت ویژه و با فوریت رسیدگی خواهد شد و احتمالا تا چند روز آینده شاهد حکم دادگاه خواهیم بود.تابناک
- تردد فلسطینیان در اتوبان بیت المقدس - تل آویو میسر شد

دیوان عالی اسرائیل دستور داده‌است ارتش این کشور اتوبانی را که به روی خودروهای فلسطینیان بسته شده بود، بار دیگر باز کند.این اتوبان بیت المقدس را به تل آویو متصل می‌کند و در این مسیر از اراضی اشغالی فلسطینیان در کرانه باختری رود اردن عبور می‌کند.بی‌بی‌سی فارسی
- آسوشیتدپرس خبر داد؛ تلاش جمهوری اسلامی برای خرید مخفیانهٔ اورانیوم

خبرگزاری آسوشیتدپرس در گزارشی اعلام کرد که ایران تلاش دارد، تا در معامله‌ای مخفیانه ۱۳۵۰ تن سنگ اورانیوم پالایش‌شده از قزاقستان خریداری کند. سند اطلاعاتی مورد استناد، در گزارش خبرگزاری آسوشیتدپرس، توسط یکی از کشورهای عضو آژانس بین‌المللی انرژی اتمی تهیه شده، و بر پایهٔ آن بر اساس برآورد گروه‌های مستقل تحقیقاتی، تهران برای ادامهٔ برنامهٔ غنی‌سازی اورانیوم خود ظاهراً با کمبود مواد اولیه روبرو است. نمایندگی جمهوری اسلامی ایران در نیویورک در بیانیه‌ای، خبر منتشره خبرگزاری آسوشیتدپرس را عاری از صحت و کاملا ساختگی و بی اساس دانست. رادیو فردا، تابناک، ایرنا
- تظاهرات دانشجویان علم و صنعت با حمله لباس شخصی‌ها به خشونت کشیده شد

به گزارش خبرنامه امیر کبیر، دانشجویان دانشگاه علم و صنعت روز سه شنبه در اعتراض به «کشتار مردم در روز عاشورا» دست به راهپیمایی زدند که نیروهای امنیتی و لباس شخصی خارج و داخل، دانشگاه را اشغال کرده و با حمله به دانشجویان چند نفر از آنها را مضروب کردند. بر اساس این گزارش، نیروهای لباس شخصی با باتوم و کابل به مردمی که در بیرون از دانشگاه برای حمایت از دانشجویان جمع شده بودند نیز حمله کردند. سایت جنبش راه سبز (جرس) که اخبار مخالفان را منتشر می‌کند، در گزارشی از این درگیری‌ها گفته‌است: بیش از ده دانشجو در درگیری‌های امروز دانشگاه علم و صنعت زخمی شده‌اند که برخی از آنها به بیمارستان منتقل شده‌اند. این سایت تعداد دانشجویان معترض را حدود «۱۵۰۰ نفر» و تعداد دانشجویان بسیجی را «۱۵۰ نفر» عنوان کرده‌است.
از سوی دیگر، خبرگزاری فارس که به سپاه پاسداران نزدیک است در گزارشی از درگیری‌های دانشگاه علم و صنعت، تعداد دانشجویان معترض را ۸۰ نفر و هواداران بسیج را ۸۰۰ نفر عنوان کرده‌است. این خبرگزاری تایید کرده که دانشجویان علیه رهبر جمهوری اسلامی ایران شعار داده و به نقل از یکی از سخنرانان بسیجی افزوده‌است: «دانشجویان دیگر اجازه نمی‌دهند که در دانشگاه علم و صنعت علیه مقام معظم رهبری شعار داده شود یا به ارزش‌ها توهین شود.» رادیو فردا
- فاطمه کروبی: مسئولیت هر اتفاقی برای خانواده‌ام بر عهده حکومت است

تقی کروبی فرزند مهدی کروبی، در گفت وگو با خبرگزاری آسوشیتدپرس، اعلام کرد، محافظان مهدی کروبی، از چند روز پیش از «همراهی و حفاظت از وی» خودداری می‌کنند. وی با بیان این که پدرش در خانه «نیمه حبس» شده‌است، افزوده‌است، این اقدام محافظان باعث شده‌است تا  در صورتی که مهدی کروبی بدون محافظ از خانه خارج شود، با خطر حمله نیروهای تندرو روبه رو شود. تقی کروبی همچنین گفته‌است: ازآنجایی که محافظانِ پدرش از نیروی انتظامی فرمان می‌گیرند، به نظر می‌رسد، از جایی به آنها دستور داده شده تا دیگر پدرش را همراهی نکنند. فاطمه کروبی، همسر مهدی کروبی نیز روز سه‌شنبه با انتشار نامه سرگشاده‌ای حکومت جمهوری اسلامی ایران را مسئول «هر گونه اتفاقی برای خانواده» خود معرفی کرده‌است. وی در نامه خود اضافه کرده که برخی از مسئولان، قصد دارند به نیروهای خودسر، تحت عنوان «مردمی انقلابی»، به منظور برخورد با «بزرگان نظام»، چراغ سبز نشان بدهند. رادیو زمانه، رادیو فردا

## ۳۱ دسامبر ۲۰۰۹
- درگیری های تازه در تهران و گسیل نیروهای نظامی

گزارشهای تازه حاکی است که پلیس ایران در روز پنجشنبه به تجمع های معترضان در نقاط مختلف تهران حمله کرده و يک وب سايت خبری نزديک به معترضان نیز از گسيل نيروهای نظامی به تهران خبر داده است. سايت جنبش راه سبز (جرس) گزارش داده است که به رغم حضور چشمگير نيروهای نظامی در ميادين مرکزی شهر تهران، درگيری هایی در ميادين ولی عصر، هفت تير  و نیز بهشت زهرا روی داده است و ده‌ها تن بازداشت شده‌اند. طبق اين گزارش، نيروهای گارد ويژه و نظامی روز پنجشنبه با آرايشی متفاوت در تهران ظاهر شده اند، و «در دست بسياری از اين نيروها سلاح های جنگی ديده می شود و خودروهای زرهی ويژه سرکوب شهروندان نيز صبح امروز از کرج به تهران منتقل شدند.» همچنین به گفته یک شاهد عینی: «ميدان هفت تير، به ويژه ضلع جنوبی آن پر از نيروهای سپاه پاسداران، موتور و وانت های سياه رنگ نيروی انتظامی است.» وبگاه جرس همچنین در گزارش دیگری از فریادهای شبانه «الله اکبر» و «مرگ بر دیکتاتور» مردم در اعتراض به «کشتار عاشورا» در فضای شهر تهران، خبر داده و آنرا یادآور نخستین شبهای پس از اعلام نتایج انتخابات دانسته است. رادیو فردا 1، رادیو فردا 2، جرس
- هشدار وزارت اطلاعات و قوه قضائیه به معترضان

وزارت اطلاعات جمهوری اسلامی می گوید اطلاعات موثقی از ارتباط ِ آنچه «برخی از فتنه‌گران» خواند، با «بيگانگان و گروهك‌های ضد انقلاب»، دارد و بزودی آنرا منتشر می کند. در این اطلاعیه همچنین آمده است که «به فریب خوردگان هشدار داده می شود تا در فرصت باقی مانده، راه خود را از فتنه گران و بیگانگان جدا کنند در غیر اینصورت با آنها بدون هیچگونه مماشاتی برخورد قانونی می شود.» قوه قضائيه نیز طی بيانيه‌ای به آنانکه «مهاجمان به منافع ملی و اصل نظام مقدس جمهوری اسلامی» نامید، هشدار داد و نوشت: «جريانی كه شروع آن با برخی از خواص بود، متاسفانه با بی‌بصيرتی آنان، هدايت آن با بيگانه شده و دشمنان اسلام و ايران با سوء استفاده از فضای ايجاد شده به مبارزه با اصل دين پرداخته‌اند.» رادیو زمانه، رادیو فردا
- نیروی انتظامی تهران، فیلم رد شدن یک خودرو از روی معترضین را «احتمالاً جعلی» خواند

درپی پخش وسیع فیلمی بر روی سایت‌های اینترنتی و شبکه‌های خبری بزرگ جهان درمورد زیرگرفتن معترضین توسط یک وانت نیروی انتظامی جمهوری اسلامی در جریان رویدادهای روز عاشورا ، فرماندهی نیروی انتظامی تهران در اطلاعیه‌ای این فیلم را احتمالا ساخته رسانه‌های بیگانه و ضد انقلاب خوانده و درعین حال گفته‌است که صحت موضوع در دست بررسی است. اسماعیل احمدی مقدم، فرمانده نیروی انتظامی دیروز 
وجود چنین فیلمی را انکار کرده و در پاسخ به پرسش خبرنگاران گفته بود: دیگر از این سوال‌های دروغ نپرسید. 
نیروی انتظامی می‌گوید تنها دو نفر از کسانیکه این نیرو آن‌ها را «اغتشاشگران» نامیده‌است، به علت تصادف با یک پاترول شخصی به سرقت رفته در خیابان آزادی کشته شدند.تابناک ، رادیو فردا، فیلم مربوطه (در سی.ان.ان)
- محکومیت «کشتار مردم» از سوی کانون نویسندگان

کانون نویسندگان ایران با صدور بیانیه‌ای، «کشتار وحشیانه مردم» را محکوم کرده و همچنین خواستار رسیدگی به آنچه «جنایت» توصیف کرده، و آزادی فوری صدها بازداشتی شده‌است. در بیانیه کانون نویسندگان آمده‌است: «حاکمیت که برای حل بحران فراگیر خود، مانند همیشه، پاسخی جز سرکوب و اعدام و سنگسار ندارد، مردم معترضی را که درخواستی جز آزادی ندارند، به خاک و خون کشید.» گفته می‌شود که ایرنا خبرگزاری جمهوری اسلامی در بولتن ویژه‌ای، شمار کشته شدگان روز عاشورا در شهرهای ایران را ۳۷ نفر اعلام کرده‌است و تارنمای «تغییر برای برابری» از انتشار لیست ۶۰۰ نفره بازداشت‌شدگان در زندان اوین خبر داده‌است و بنابر این گزارش روز چهارشنبه، ۹ دی ماه اسامی حدود ۶۰۰ نفر از زندانیان اخیر، در ۱۸ صفحه به خانواده‌هایی که برای پیگیری وضعیت فرزندانشان به اوین مراجعه کرده بودند، داده شده‌است. رادیو زمانه، رادیو فردا
- تیراندازی مرگ بار در یک مرکز خرید در فنلاند

پلیس فنلاند می‌گوید چهار نفر در حمله مردی مسلح به یک مرکز خرید در شهر اپسو، در نزدیکی هلسینکی پایتخت این کشور، کشته شده‌اند.این مرد که سراپا سیاه پوش بوده‌است ، با یک اسلحه کمری سه مرد و یک زن را در یک فروشگاه مواد غذایی در مرکز خرید «سلو» کشته‌است.پلیس گفته نام این مرد ۴۳ ساله، ابراهیم شکوپلی است و سوء پیشینه داشته‌است.ماموران پلیس اطراف مرکز خرید را مسدود کرده‌اند و برای ردیابی او در تلاشند.بی‌بی‌سی فارسی ،خبر آن لاین